# Irving Berlin
Pour les articles homonymes, voir Berlin (homonymie).
Irving Berlin, de son vrai nom Israel Isidore Beilin puis Baline (yiddish : ישראל ביילין ; russe : Израиль Моисеевич Бейлин), est un compositeur et parolier américain d'origine juive russe, né le 11 mai 1888 dans l'Empire russe, soit à Talatchyn près de Moguilev en actuelle Biélorussie - soit à Tioumen dans l'actuelle Russie - et mort le 22 septembre 1989 à New York aux États-Unis, à l'âge de 101 ans.
Irving Berlin doit sa renommée aux nombreuses comédies musicales dont il a signé la musique, à un succès international White Christmas dont l'interprétation par Bing Crosby est le single le plus vendu de toute l'histoire du marché du disque et à God Bless America, une chanson patriotique souvent considérée comme l'hymne national officieux américain.
Berlin fait partie des principaux compositeurs de la musique populaire américaine, aux côtés de Cole Porter, Harold Arlen, George Gershwin, Duke Ellington, Richard Rodgers, Jerome Kern, Hoagy Carmichael, Oscar Hammerstein II, Burt Bacharach, Stephen Sondheim, Jule Styne, Jimmy Van Heusen, etc. Son succès est récompensé par de nombreux prix et hommages nationaux et internationaux tout au long de sa carrière.
Plusieurs de ses titres font partie du Grand répertoire américain de la chanson ou sont devenus des standards du jazz.

## Biographie

### Jeunesse et formation

#### Fuite des pogroms russes

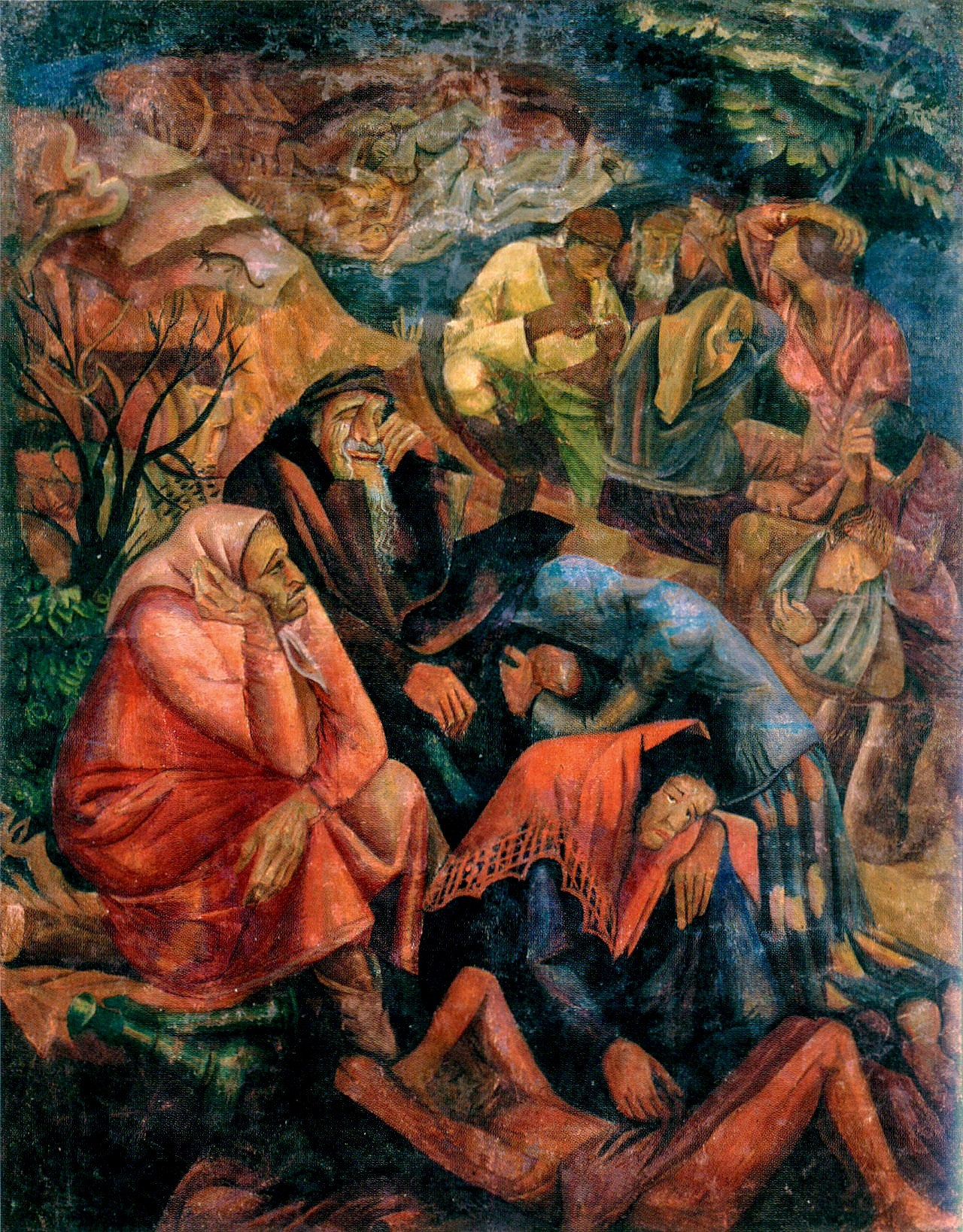
Pogrom,, 1927.

Israel Isidore Beilin ne sait pas lui-même où il serait né ; dans un premier temps, il dit qu'il est né dans le village de Talatchyn (Tolochin) près de la ville de Moguilev en Biélorussie, puis plus tard, il apprend qu'il serait né à Tioumen en Sibérie. Les incertitudes sont probablement liées soit au fait que son père était membre d'une congrégation juive itinérante, soit parce que la famille a fait un trait sur sa vie en Russie et ces doutes sont renforcés par le fait que les papiers des membres de la famille Beilin ont disparu dans l'incendie criminel de leur maison,,,,.
Israël Beilin est le dernier des huit enfants de Moses Beilin (1848-1901), chantre de synagogue, et de Leah Lipkin Beilin (1850-1922) qui avaient — comme d'autres familles juives russes à la même époque telles celles du compositeur George Gershwin, des producteurs Louis B. Mayer ou des frères Warner — fui les persécutions d'Alexandre III et les pogroms russes des shtetls en se réfugiant aux États-Unis pour préserver leur vie. Le seul souvenir que pourra rapporter Irving de cette époque est celui où à quatre ans, enveloppé d'une couverture, il est assis aux côtés de sa famille au bord d'un chemin et regarde sa maison et son village brûler lors d'un pogrom. Le lendemain de l'incendie, bien que sa famille ait vécu en Russie depuis plusieurs générations, Moses Beilin décide de tout quitter pour émigrer aux États-Unis,,,,.

#### Arrivée à New York
La famille Beilin débarque du SS Rhynland de la Red Star Line à Ellis Island le 14 septembre 1892 où un employé anglicise le nom de Beilin en l'orthographiant en réponse à sa prononciation en anglais Bayleen autrement dit « Baline ». Elle s'installe dans un sous-sol humide pour déménager ensuite à Cherry Street dans le quartier d'immigrants du Lower East Side de Manhattan aux États-Unis en 1893,,,,. 

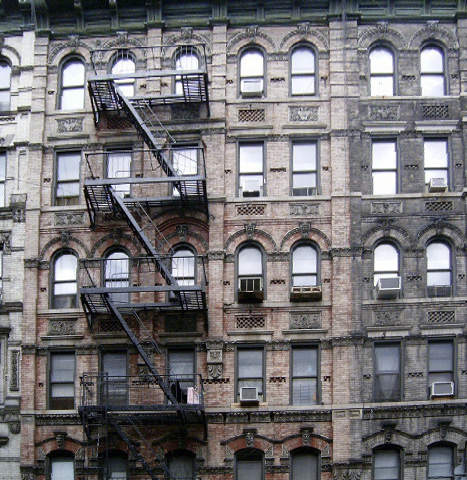
Immeubles (tenements) du Lower East Side de Manhattan, New York

Israel Isidore, surnommé « Izzy », vit une enfance pauvre dont il garde néanmoins de bons souvenirs. Lors d'une interview donnée au New York Sun en date du 24 février 1947, il se rappelle avoir vécu une enfance heureuse : « mes parents étaient pauvres [...] je n'ai jamais ressenti la pauvreté, car je n'ai jamais connu autre chose [...] je n'ai jamais souffert de privations, je n'ai jamais eu froid, je n'ai jamais eu faim, il y avait toujours du pain, du beurre et du thé chaud[...] et j'avais un bon lit. »,,,,. Son père ne trouvant pas de place de chantre à New York, travaille dans une boucherie casher (comme shohet ou vérificateur) et comme peintre en bâtiment ; sa mère fait office de sage-femme pour assister à domicile les femmes du voisinage ; trois de ses sœurs sont employées dans une manufacture d'emballage de cigares (un emploi courant pour les filles d'immigrants), et son frère aîné travaille dans un atelier clandestin de confection.
Izzy fait ses études primaires à la Primary School 147, au carrefour d'East Broadway et de la Montgomery Street. Ses instituteurs disent de lui qu'il est rêveur, peu appliqué, passant son temps dans les rues à chantonner. Sa première ambition est de devenir un dessinateur humoristique. Après les cours, dès ses 8 ans, Izzy fait divers petits boulots comme vendeur de journaux à la criée pour The New York Evening Journal, et chaque soir, comme ses frère et sœurs, il dépose à la maison les quelques cents qu'il a gagnés dans la journée,,. Un jour, le bras d'une grue de chargement le frappe et le fait tomber dans l'East River ; repêché, il est envoyé au Gouverneur Hospital (en) où l'infirmière ouvre le poing crispé du jeune Izzy endormi dans lequel se trouvent encore cinq pièces de monnaie en cuivre correspondant aux cinq exemplaires vendus, qu'il n'a pas voulu perdre. Pour améliorer le quotidien, il vend même pièce par pièce à un brocanteur, les éléments du vieux samovar familial que sa mère avait rapporté de Russie.
À cette époque, il est exposé à la musique et aux sons provenant des magasins, des restaurants, des bouges, des lupanars ou des maisons d'édition qui bordent les rues dans les quartiers du Bowery et de Tin Pan Alley où l'industrie musicale s'était implantée. Tout en vendant ses journaux, il y chante même quelques chansons qu'il a entendues, et les gens lui jettent des pièces de monnaie. Il avoue à sa mère que sa nouvelle ambition dans la vie serait de travailler dans un restaurant musical où le service se fait en chantant : « Ma, I want to work as a singing waiter » - métier qui existait alors,.

#### Rupture
D'après le certificat de décès, son père, Moses Baline, meurt des suites d'une bronchite chronique compliquée d'artériosclérose le 19 juillet 1901,,; deux jours après, il est enterré au Washington Cemetery (Brooklyn), laissant une veuve et cinq enfants,. Irving Berlin a 13 ans, il a passé sa bar-mitzvah (rite de passage marquant les responsabilités morales et pratiques de la majorité religieuse juive) et a fini l'école obligatoire, mais comme sa famille ne peut lui offrir d'études secondaires et ne voulant pas être lui-même un fardeau pour sa mère, il quitte le nid familial pour rejoindre l'armée des jeunes émigrés miséreux qui tentent de gagner leur vie,. Pour se loger, il trouve un dépôt aménagé en foyer pour enfants d'immigrés sans domicile dans le Bowery, lieu à la Dickens, géré par des tenanciers sales et peu sensibles aux besoins humains les plus élémentaires. Deux ans après, il loge dans divers bouges comme le Cobdock Hotel ou The Mascot,,. Ses relations avec la famille sont distendues, sa mère a de temps à autre des nouvelles par un voisin. Izzy est conscient que dans sa vie, il effectue un saut semblable à la décision prise par son père de quitter la Russie et qu'au moins pour le meilleur et pour le pire, il est désormais libre vis-à-vis des contraintes familiales comme la pratique du yiddish et des obligations religieuses, donc de poursuivre sa voie de chanteur.

### Carrière

#### Débuts (1901 - 1910)
De ses quatorze à ses dix-sept ans, Izzy vit d'expédients avec des périodes de clochardise mais continuant de mener une vie de chanteur, allant d'un bordel à une maison de jeu en passant par une fumerie d'opium du Bowery, faisant son chemin au milieu des piliers de bar, des prostituées et des noctambules ; c'est par cette école de la rue et des bas-fonds qu'il apprend à reconnaître les chansons appelées à durer (celles exprimant des sentiments simples), à émerger ou à passer.
En 1902, il saisit une opportunité : il est engagé comme choriste pour intégrer un spectacle de Broadway, The Show Girl, expérience qui le sort du Bowery et du Lower East Side. Fort de cette expérience, il se présente à Harry von Tilzer, figure majeure de l'industrie musicale de la Tin Pan Alley de Manhattan,, siège des éditeurs de musique populaire, alors en plein essor,. Harry von Tilzer est à l’époque une légende de la chanson populaire, il prétend avoir composé 800 chansons, dont plusieurs titres se sont vendus à un million d'exemplaires et qui a créé sa propre maison d'éditions de partitions la Harry von Tilzer Music Company Publishing Company et il a besoin de jeunes chanteurs pour diffuser ses chansons dans les divers lieux de divertissements. Ces jeunes chanteurs sont appelés des song pluggers (expression intraduisible en français, littéralement le fait de faire du battage publicitaire pour des chansons). Harry von Tilzer embauche Izzy comme song plugger et le rémunère 5 $ la semaine pour chanter ses titres au Tony Pastor's Music Hall dans la 14e rue où est également embauché un autre gamin du même âge, Buster Keaton,,,,.
Puis il rencontre un musicien ambulant réputé, Blind Sol. Du fait de sa cécité, Blind Sol a besoin d'être accompagné pour se rendre d'un restaurant à un saloon, et par ce hasard des rencontres, Irving Baline devint son guide. C'est auprès de lui qu'Izzy va également apprendre à améliorer son chant et devient ainsi un chanteur itinérant de ballades populaires, accompagné au violon par Blind Sol. Grâce à la renommée locale de Blind Sol, les portes des saloons, bars, restaurants s'ouvrent et peu à peu, lui permettant de se mettre au piano dans les moments de relâche, Irving Baline se fait connaître dans le Bowery et au-delà,.
Parallèlement, Izzy chante également dans les petites salles de cinéma muet que l'on appelle les nickelodéons.

##### Parolier au Café Pelham
En 1905, il réalise son souhait d'enfant en obtenant un emploi à temps plein comme serveur et chanteur au célèbre Café Pelham appartenant à « Nigger » Mike Salter,, établissement situé au 12, Pell Street de Chinatown à New York, comprenant un bar (saloon), une piste de danse où circulent de table en table des serveurs chantant, une arrière salle avec un piano et un bordel à l'étage. Izzy y est payé 7 $ la semaine plus les pourboires,,. Ce café est réputé comme étant le quartier général de deux gangs et de fournisseurs d'opium, où les touristes et les membres de la haute société en mal de sensations viennent s'encanailler. Le Café Pelham a pour concurrent le Callahan's Dance Saloon, autre quartier général de gangs, les rivalités entre gangs italiens, irlandais, juifs, chinois, faisaient de ce quartier un endroit particulièrement dangereux. Des années plus tard, au sujet de cette période, Izzy dit : « J'ai fait mon éducation musicale dans le Bowery, mais je ne me suis jamais mélangé avec les durs, qu'on appelait les gorilles, je m'en tenais strictement à mon travail. ».

C'est dans ce café qu'à 17 ans, il découvre la musique syncopée jouée par le pianiste afro-américain Luckie Johnson, musique qui jouera un rôle déterminant pour ses futures compositions

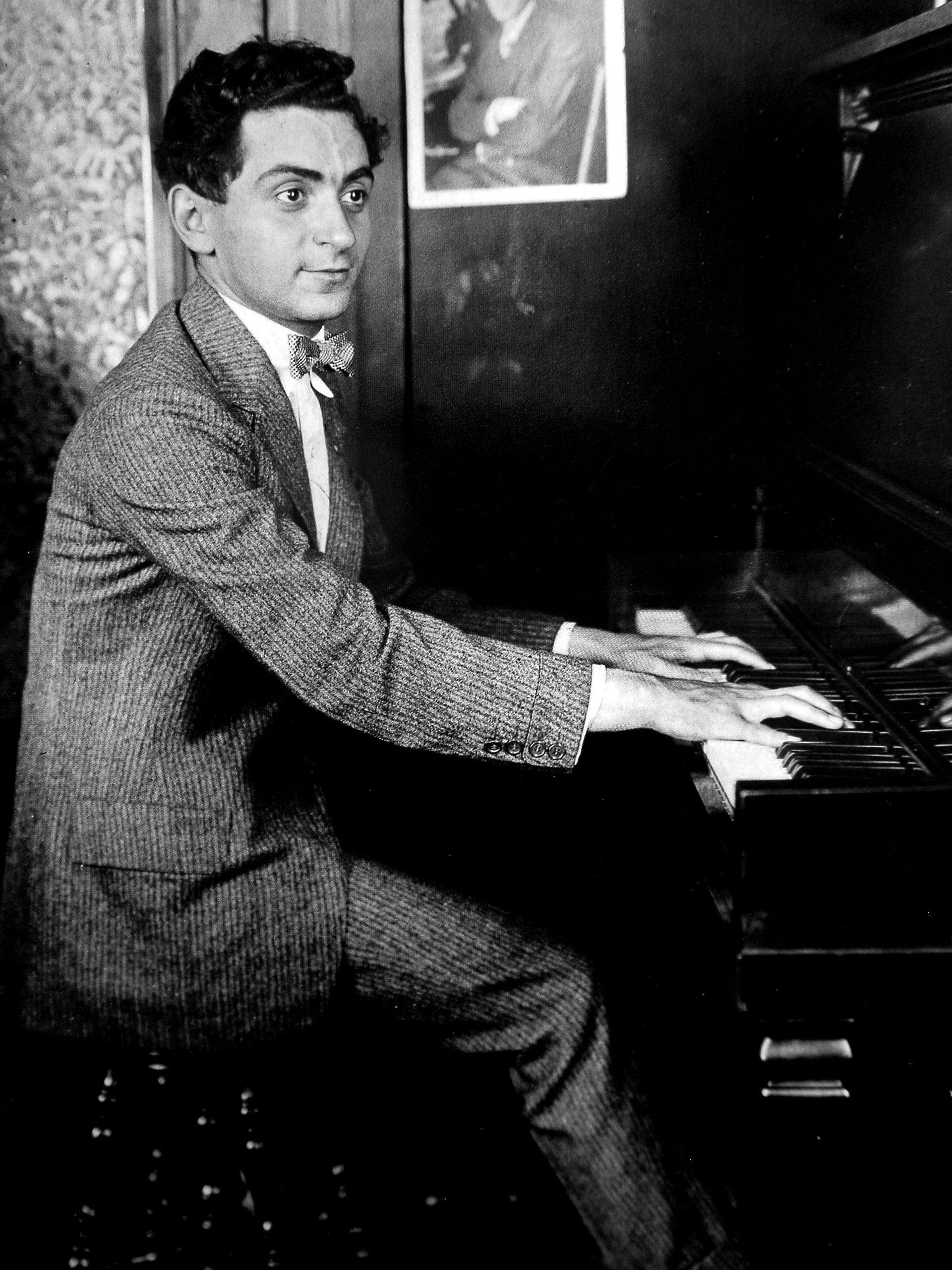
Photographie d'Izzy à 18 ans à la Tin Pan Alley, parue dans le magazine Life, 1906

Après l'heure de fermeture du Café Pelham à six heures du matin, le jeune Baline s'assoit au piano dans l'arrière-salle et commence à improviser des airs ; c'est ainsi qu'il apprend le piano en autodidacte, il ne suivra aucun cours, n'apprendra jamais à lire une partition et joue uniquement à l'oreille dans les tonalités de fa dièse majeur ou de fa dièse mineur,.
Le samedi 18 novembre 1905, le prince Louis de Battenberg - petit-fils par alliance de la reine Victoria et beau-frère du tsar de Russie -, revenant d'une représentation théâtrale, désire prolonger la soirée avec ses amis et accompagné de deux gardes du corps, il se rend au Café Pelham. Des membres de la suite du prince demandent à Mike Salter de leur faire entendre ses serveurs chantants ; deux serveurs se présentent alors dont l'un est Irving Berlin. Ils se mettent à servir la suite du Prince et ce dernier qui apprécie les prestations vocales d'Irving Berlin s'approche de lui pour lui offrir un pourboire. Irving Berlin refuse le pourboire en lui répondant : « Non, sire, ce fut pour moi un honneur de chanter pour vous ». Cet épisode est repris dans les journaux où l'on parle d'Irving Berlin comme du jeune chanteur et garçon de café qui a attiré l'attention du prince et qui lui a parlé,,.
Les titres des chansons influencent le choix des clients pour passer leur soirée dans tel ou tel café. Le Callahan's Dance Saloon, établissement concurrent du Café Pelham attire la clientèle par une chanson à destination des Italiens émigrés, My Mariucci Take a Steamboat. Izzy se donne pour défi de réaliser une chanson du même type pour le Café Pelham et c'est ainsi qu'il compose sa première chanson, Marie From Sunny Italy mais ne sachant pas écrire la musique, c'est le pianiste Professor Mickael « Nick » Nicholson qui rédige la partition. Joseph Stern, un éditeur de musique de la Tin Pan Alley, achète les droits pour un montant de 65 cents et en tant que parolier, Izzy touche 37 cents de royalties. La partition est éditée en 1907 et vendue à 10 000 exemplaires avec un bénéfice d'un cent par exemplaire vendu pour Joseph Stern,,.
Le graphiste qui dessine la couverture de la partition orthographie mal son nom : « I. Berlin » au lieu de « I. Baline ». Cela donne l'idée à Israël Baline de se renommer « Irving Berlin » afin de faire plus américain, de sonner américain, d'être américain,,.

##### Premiers succès
À la fin de l'année 1907, Mike Salter confie à Irving la surveillance de la caisse, fatigué par sa journée il s'endort, quand Mike Salter revient, 25 $, soit l'équivalent de 600 $ actuels, ont disparu, Mike Salter alcoolisé vire Izzy. C'est ainsi qu'Irving Berlin quitte le Café Pelham et Chinatown pour trouver un autre emploi mieux rémunéré avec des horaires plus supportables dans un night club huppé, le Jimmy Kelly's Folly, situé dans la 14e rue du quartier d'Union Square à Manhattan, à proximité du Tony Pastor's Music House du nom de Tony Pastor le père du music-hall américain,,,,.

Izzy, avec l'aide du pianiste du Jimmy Kelly's compose The Best of Friends Must Part, puis il rédige les paroles de Queenie sur une musique de Maurice Abrahams (en), qui n'ont qu'un succès local, le succès arrive avec la chanson Dorando, écrite en l'honneur de Dorando Pietri, un Italien qui avait gagné en 1908 le marathon aux Jeux olympiques de 1908 et qui fut injustement disqualifié,,. L’événement fait l'objet de discussions dans les saloons new-yorkais. Il apporte les paroles de sa chanson chez Ted Snyder le propriétaire de la compagnie d'édition musicale la Ted Snyder Company, c'est Henry Waterson qui le reçoit, ce dernier est intéressé par les paroles et lui dit qu'il publiera dès qu'il aura mis Dorando en musique, la chose étant faite Henry Waterson achète la chanson pour 25 $ ce qui est un marché de dupe, car la chanson rapportera à la Ted Snyder Company la somme de 25 000 $, mais le succès de Dorando fait connaître le nom d'Irving Berlin. 

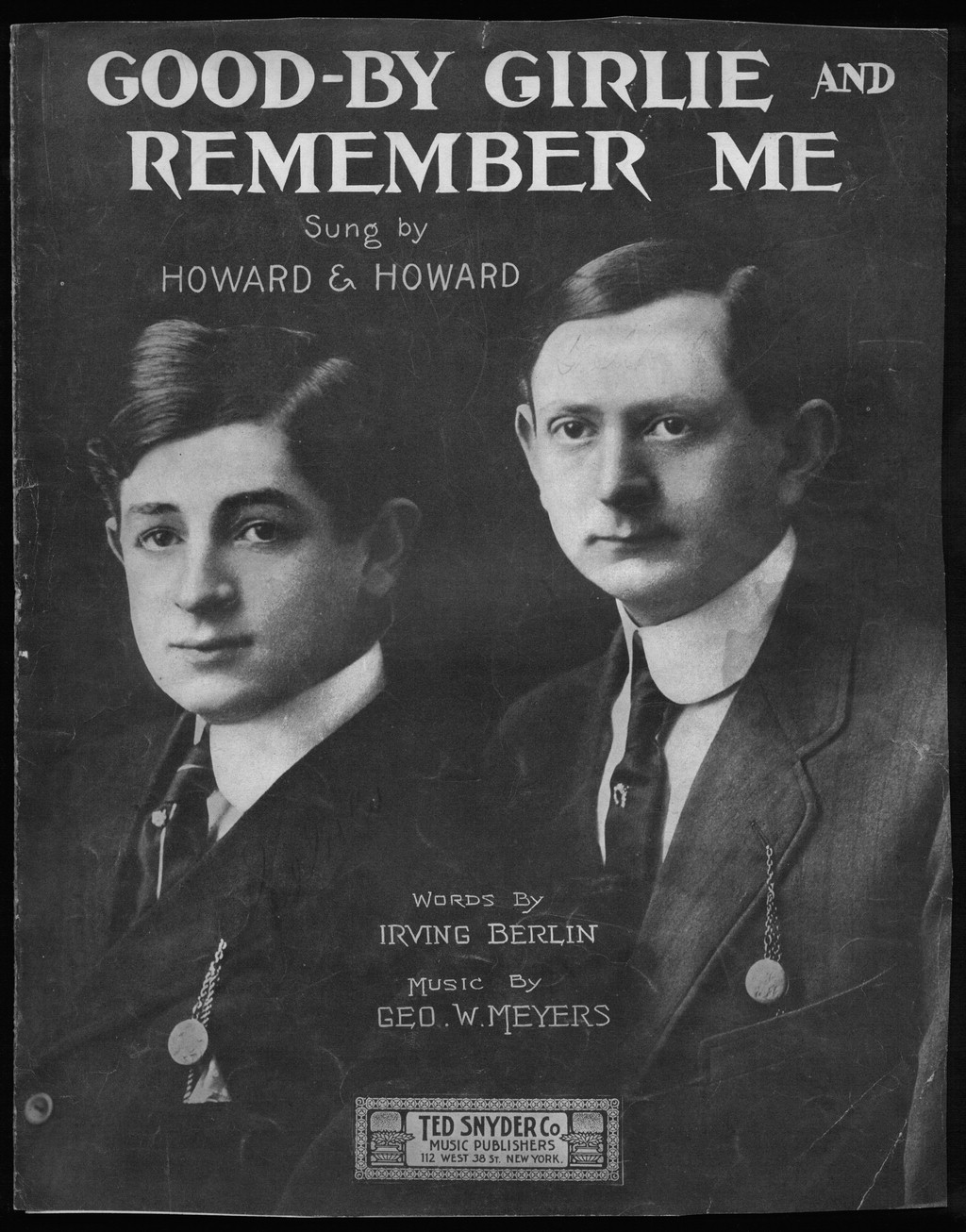
Irving Berlin (à gauche), 1909

Irving Berlin prend conscience de ses lacunes en matière de théorie musicale ou de solfège. Jusqu'alors, il chantonne ses mélodies qu'un pianiste transcrit ensuite sous forme de partitions. Cela ne le satisfait pas parce que les transcriptions n'intègrent généralement pas les nuances de la mélodie. Il cherche alors un pianiste-transcripteur capable de comprendre et mieux transcrire l'esprit de ses airs, et après plusieurs essais, il engage une collaboration fructueuse avec le pianiste Edgar Leslie. Peu à peu, la coopération entre Izzy et Edgar Leslie porte ses fruits, cela commence avec une chanson évoquant le processus d'assimilation des Juifs américains et inspirée de la danse des sept voiles de l'opéra Salomé de Richard Strauss, Sadie Salome (Go Home) qui narre la déception du prétendant Moïse devant la volonté de sa bien-aimée Salomé de se produire sur scène et peu vêtue. Cette chanson sera vendue à 3 000 exemplaires, suivie d'une valse intitulée Just Like the Rose,. 

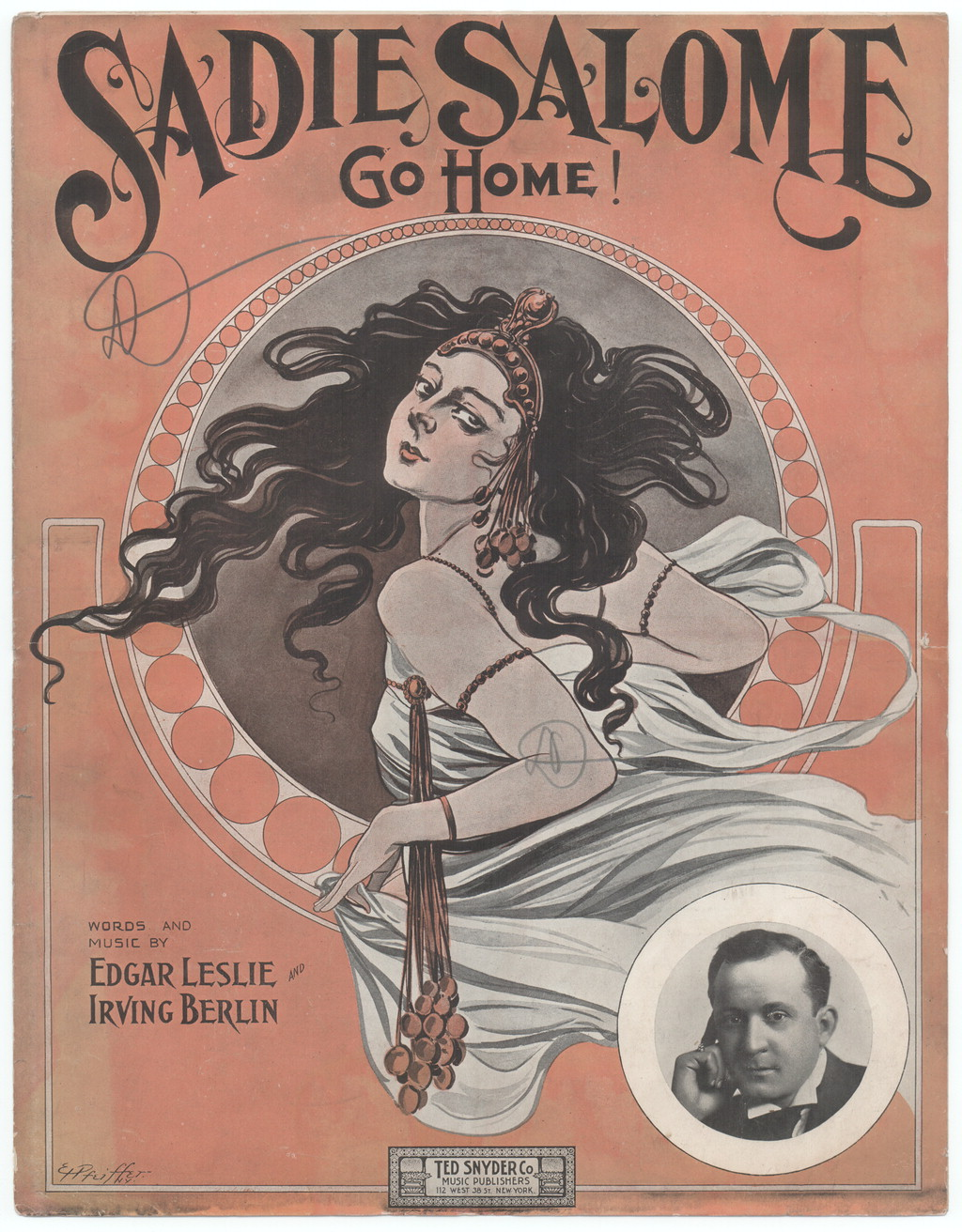
Partition de Sadie Salome, 1909

En 1909, grâce au succès de Dorando et de Sadie Salome (Go Home), Irving Berlin est embauché par Ted Snyder comme auteur-compositeur et song plugger (en),, pour le compte de la Ted Snyder Company, avec un salaire fixe de 25 $ par semaine plus les royalties. Pour cette maison, Berlin crée diverses chansons sur commande - transcrites par Edgar Leslie - comme Everybody's doing it now ou, et surtout, l'humoristique My Wife's Gone to the Country (Hurrah! Hurrah!) qui se vend à 300 000 exemplaires en quelques jours et devient la chanson la plus célèbre du moment. Ces succès lui rapportent 6 000 $ de royalties, ce qui lui permet d'avoir son propre appartement et de pouvoir s’offrir des vêtements neufs,,.
L'inspiration d'Irving Berlin ne puise pas seulement dans son milieu ethnique ou religieux car il compose également sur les autres communautés du melting pot américain comme pour ses voisins italiens avec Marie from Sunny Italy (1907), allemands avec Oh, How That German Could Love (1910), Noirs avec Colored Romeo (1910) ou irlandais avec Molly-O! (1911).
La célébrité naissante de Berlin incite la Columbia Records à signer un contrat pour l'enregistrer. Le premier enregistrement est celui de la chanson Oh, How That German Could Love mais l'expérience n'est pas concluante car sa voix « passe » mal et il n'y aura pas d'autre enregistrement.
En 1910, il achète pour 100 $ un piano-transpositeur conçu par la firme Calvin Weser Company de New York, qui possède un mécanisme permettant de transposer le jeu d'Irving Berlin dans d'autres tonalités que celles de fa majeur ou de fa mineur qu'il affectionne. Grâce à ce système, il peut enrichir ses mélodies de nouvelles harmonies et réduit ainsi sa dépendance à son pianiste-transcripteur,.

#### D'Alexander's Ragtime BandauMusic Box Theatre(1911 - 1920)

##### Alexander's Ragtime Band

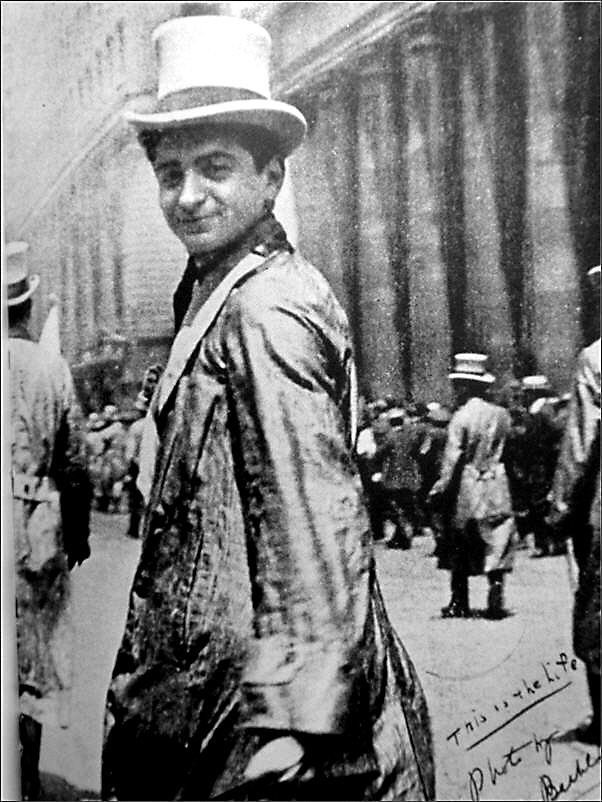
A New York après ses premiers succès, 1911.

En pleine mode du ragtime, Ted Snyder qui en avait déjà publié de nombreux, demande à Irving Berlin s'il peut lui écrire un ragtime, or Berlin est déjà familier de ce style musical grâce à sa fréquentation de pianistes du genre qui se produisaient au Café Pelham comme Luckey Roberts. Il écrit ainsi son premier ragtime intitulé Yiddle on Your Fiddle Play Some Ragtime en 1909, qui se vend à 500 000 exemplaires, suivi en 1910 de Try It On Your Piano et d'Innocent Bessie Brown, devenant en peu de temps une célébrité majeure de la Tin Pan Alley.
En 1911, il écrit Alexander's Ragtime Band en dix-huit minutes mais joué dans un premier temps dans la revue musicale des Ziegfeld Follies de 1911, l'air n'est pas mis en valeur et de plus, la revue n'obtient pas de succès ; elle cesse au bout de 80 représentations, entraînant Alexander's Ragtime Band dans son naufrage.

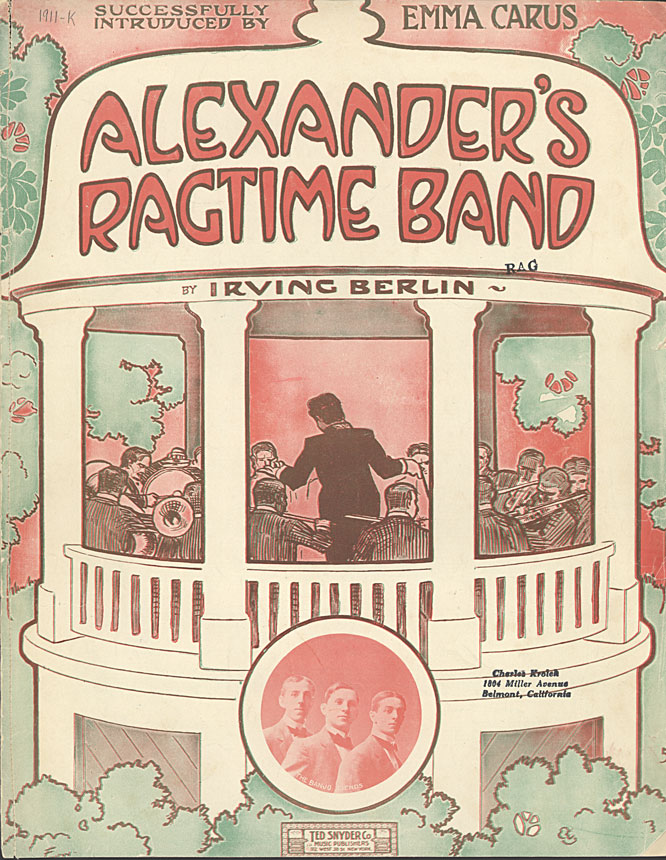
Partition d'Alexander's Ragtime Band, 1911.

Entre-temps, grâce à sa notoriété, Irving Berlin a pu devenir membre du très sélect New York Friars Club (en) réservé aux acteurs et célébrités du spectacle.
Le 28 mai 1911, il joue lui-même Alexander's Ragtime Band pour un spectacle organisé par le New York Friars Club au luxueux hôtel Astor et ajoute les paroles d'introduction : « Come on and hear… come on and hear the Alexander's Ragtime Band ». Le public est conquis et le morceau déclenche « un engouement national pour la danse ». Alexander's Ragtime Band est repris par des membres du club à Boston, Philadelphie, Chicago, Saint Louis, etc. et par Al Jolson dont le public entend pour la première fois la voix. Publiée le 18 mars 1911, à la fin de l'année, la partition est vendue à plus d'un million d'exemplaires et encore un autre million d'exemplaires en 1912, dont de nombreux vendus en Europe, notamment au Royaume-Uni et en France. Alexander's Ragtime Band devient ainsi le premier succès international d'Irving, le rendant célèbre presque du jour au lendemain, ce qui fait surnommer Izzy le « roi du ragtime ». Le morceau connaîtra la postérité et sera même repris par des manifestants contre la guerre du Vietnam. George Gershwin déclare au sujet d'Alexander's Ragtime Band : « Ceci est la musique américaine, c'est comme cela qu'un américain doit écrire, et c'est le genre de musique que je veux écrire ». Le magazine Variety écrit : « Berlin the Hit-Maker » (« Berlin, le créateur de succès ») « Le monde entier en est tombé amoureux ». Dans la foulée, suit un autre ragtime intitulé That Mysterious Rag,,,,.

##### Reconnaissance internationale
En 1912, les revenus annuels de Berlin qui se montent à 100 000 $ lui permettent d'acheter des parts de la Ted Snyder Company qui devient la Waterson, Berlin & Snyder, Inc. (en), société qu'il fait emménager dans de nouveaux locaux au centre des théâtres de Broadway,,,,. Enfin, il peut acheter un appartement pour loger dignement sa mère Leah et lui-même quitte son logement d'Union Square pour s'installer dans un appartement situé à proximité de Central Park puis dans un appartement au carrefour de la 72e rue et de Riverside Drive dans le luxueux quartier de Chatsworth,.
Le 30 novembre 1912, se donne une comédie musicale au Broadway Theatre, The Sun Dodgers, qui intègre des chansons de Berlin mais c'est un « four » ; le spectacle cesse au bout de dix huit représentations et Izzy n'en tire aucun bénéfice. Il se tourne alors vers le nouveau phénomène des ballrooms (grandes salles de danse) pour créer des danses à succès.

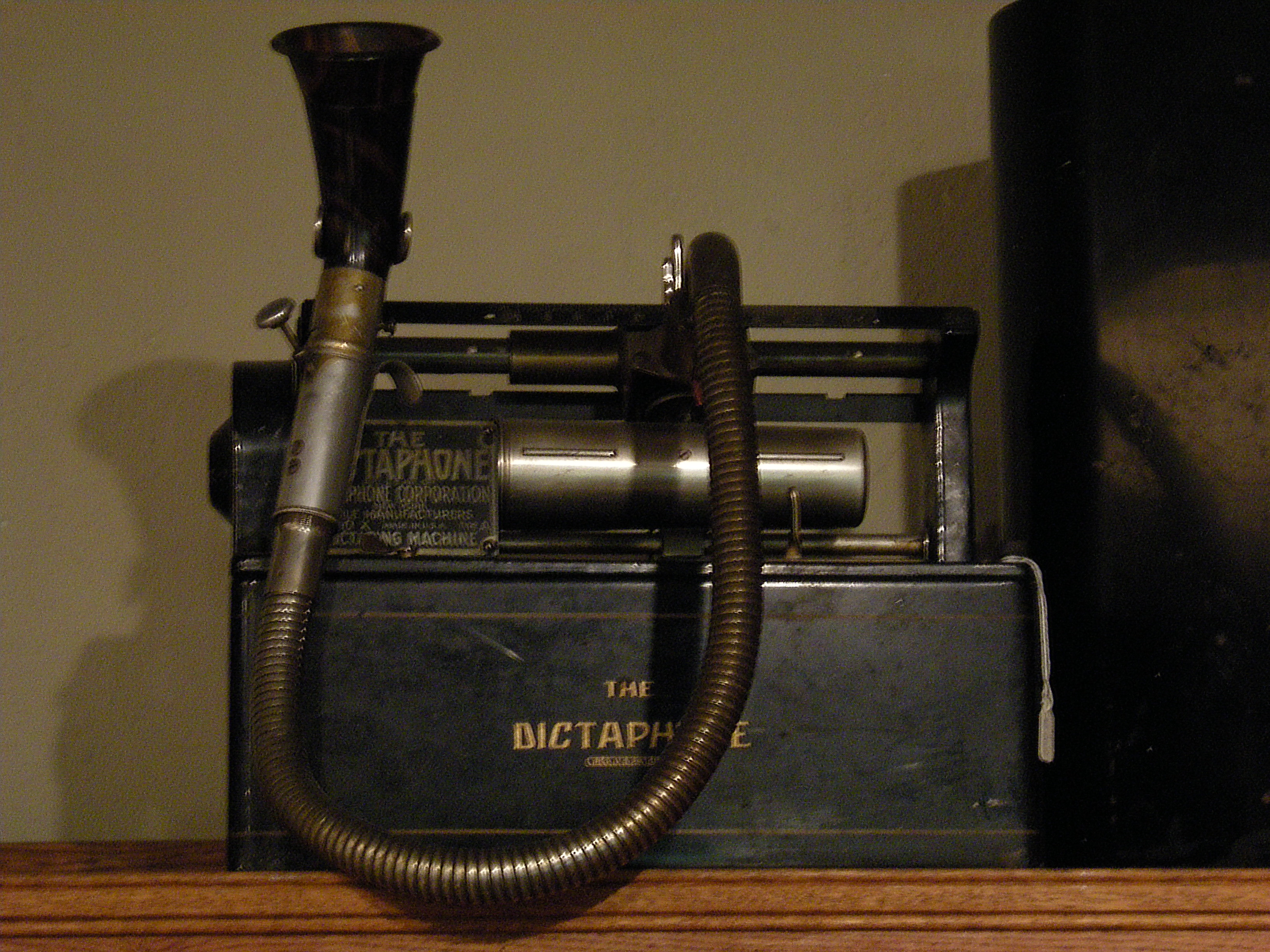
Dictaphone à cylindre de cire, v. 1910

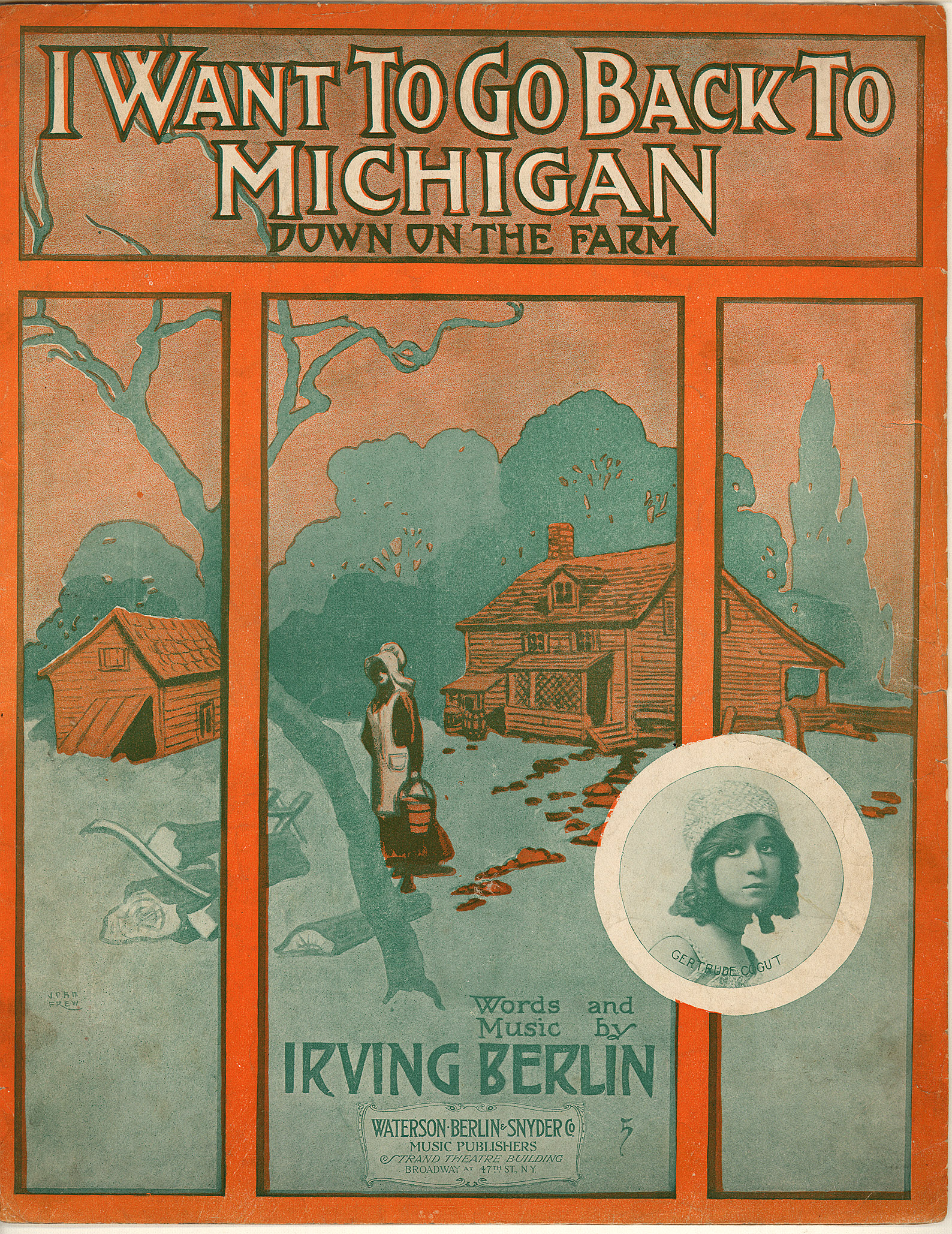
Livret de la chanson I Want to Go Back to Michigan, écrite par Irving Berlin, 1914

En 1913, Irving Berlin fait son premier voyage en Grande-Bretagne où il découvre qu'il y est autant adulé qu'aux États-Unis ; la partition d'Alexander's Ragtime Band s'y est vendue à plus 500 000 exemplaires. Arrivé à Londres, il s'installe à l'hôtel Savoy où il tient une conférence de presse. Les journalistes britanniques célèbrent ce génie de la musique qui ne sait pas lire une partition. Izzy leur explique qu'il s'entoure de musiciens confirmés qui transcrivent immédiatement ses improvisations sur des partitions et que sans eux la nuit, il utilise un dictaphone à cylindres de cire pour ne rien perdre de ses inspirations. Comme il précise aux journalistes qu'il peut écrire les paroles et la musique d'une chanson à partir d'un titre qu'on lui proposerait, un journaliste lui suggère The Humming Rag. Pris dans sa fougue, Izzy rejoint immédiatement sa suite et réapparaît une heure plus tard avec la chanson The Humming Rag.
En octobre 1913, le Friars Club organise un barbecue en l'honneur de Berlin de retour aux États-Unis.
Du 8 décembre 1914 au 8 mai 1915, Irving Berlin renoue avec les succès grâce à la comédie musicale Watch Your Step ; 175 représentations sont données au New Amsterdam Theatre de Manhattan, orchestrées par Frank Sadler,,. Le magazine Variety apprécie tout de ce spectacle musical : les ensembles, les danseuses, le rythme syncopé des mélodies et dit de Berlin qu'il est « l'un des plus grands paroliers que l'Amérique n'a jamais produit ». La chanson-titre Watch Your Step devient la signature du style d'Irving Berlin pour la comédie musicale, une sorte de prototype du genre musical.
Le succès et la notoriété de Berlin sont tels que le compositeur Giacomo Puccini envisage une collaboration pour l'écriture d'un opéra ; le dramaturge George Bernard Shaw envoie des textes pour qu'Irving Berlin les mette en musique et le réalisateur de cinéma D. W. Griffith écrit un scénario pour réaliser un biopic d'Izzy mais y renonce car il semble impossible de rendre compte de la vie d'un musicien par un film muet.
À cette époque, Irving Berlin prend conscience du fait que la prospérité doit beaucoup aux progrès de l'éducation et regrettant son manque de scolarité, il commence à s'instruire durant son temps libre, en s'essayant à la meilleure littérature du monde comme avec les œuvres de Shakespeare et à une meilleure connaissance de l'histoire et de la culture, en chérissant les premières éditions dédicacées de romans américains et autres biographies de personnages célèbres.

##### Création de l'ASCAP

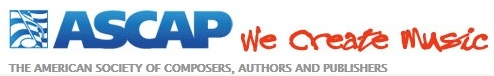
Logo actuel de l'ASCAP

Le 13 septembre 1914, avec une centaine d'auteurs-compositeurs, Berlin fonde la première organisation pour les droits d'auteur, l'American Society of Composers, Authors and Publishers (ASCAP), sur le modèle français de la Société des auteurs, compositeurs et éditeurs de musique (SACEM) afin de protéger les droits des auteurs-compositeurs et éditeurs de musique, et de leur éviter l'usurpation ou la pauvreté,,,.

##### Irving Berlin et George Gershwin
En 1916, Izzy rencontre le jeune George Gershwin qui le sollicite pour obtenir un poste d'arrangeur musical auprès de lui mais après l'avoir écouté jouer des morceaux au piano, Irving Berlin lui dit qu'il vaut bien mieux qu'un emploi d'arrangeur et lui conseille de suivre sa propre voie. George Gershwin tiendra toujours Irving Berlin pour le Franz Schubert de l’Amérique.

##### Sergent Irving Berlin

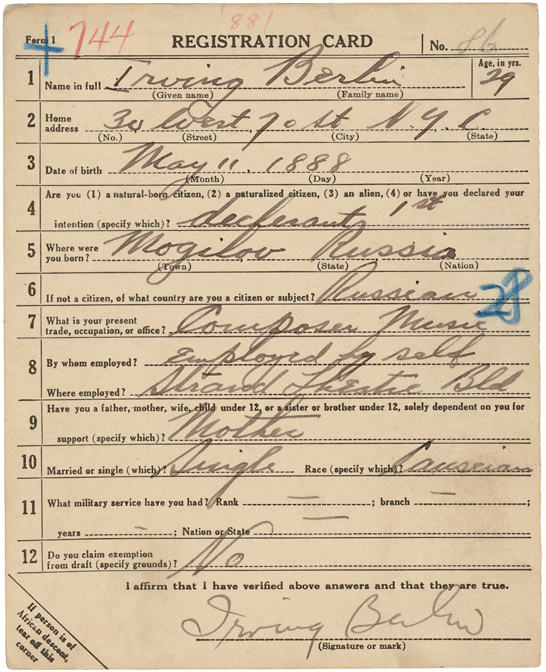
Fiche d'enregistrement d'Irving Berlin indiquant qu'il est un compositeur de musique venu de Russie, 1917

En 1917, quand les États-Unis entrent dans le conflit de la Première Guerre mondiale, Irving Berlin et d'autres auteurs-compositeurs du Tin Pan Alley produisent de la musique populaire patriotique. Après un premier mouvement pacifiste, Irving édite des chansons telles que For Your Country and My Country et Let’s All Be Americans Now,.

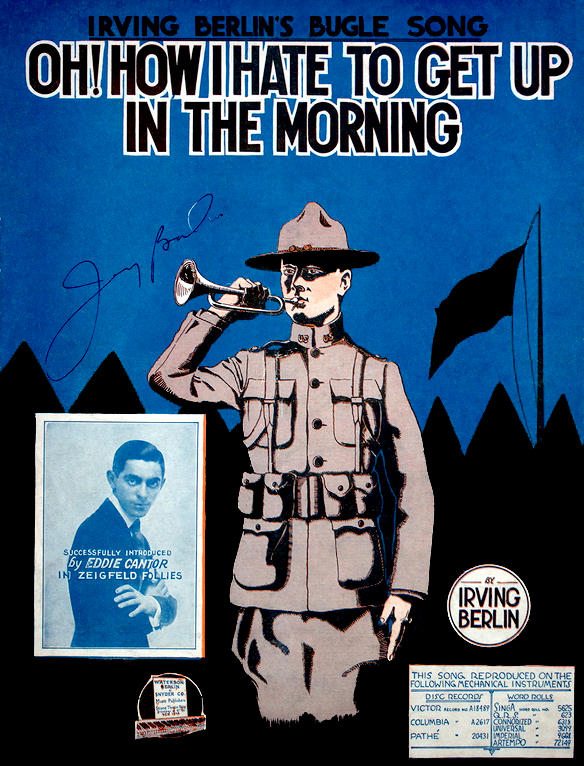
Partition de Oh How I Hate to Get up in the Morning, 1918

Le 6 février 1918, Irving Berlin acquiert officiellement la nationalité américaine, ce qui lui permet de s'engager dans l'armée américaine. Il est affecté au 152d Depot Brigade (United States) (en) de Camp Upton à Yaphank avec une solde de 30 $ par mois, bien loin de ce qu'il a l'habitude de gagner. Izzy ne supporte guère d'être cantonné à ne rien faire, à subir la vie de garnison avec son ennui et un sentiment d'inutilité, ses corvées et ses horaires, lui le compositeur infatigable qui ne s'endort pas avant deux ou trois heures du matin doit subir la sonnerie militaire du réveil à cinq heures du matin. Il compose une chanson exprimant sa détestation de la vie dans les baraquements militaires et du son des clairons : Oh ! How I Hate to Get Up in The Morning (Oh ! que je déteste me lever le matin) exprime son envie de tuer les clairons, une chanson qui frise l'appel à la mutinerie. Le chant fait le tour de la garnison et contre toute attente, Izzy est promu au grade de sergent.

Le major général J. Franklin Bell le convoque et lui alloue une somme de 35 000 $ pour créer un spectacle pour les troupes armées. Izzy lui pose une question : « Général, je dois vous dire une chose, j'écris la nuit. Parfois quand j'ai une inspiration, je peux travailler toute la nuit. Et ne pourrais pas continuer si je dois me lever à cinq heures du matin ! », ce à quoi J. Franklin Bell lui répond : « Pourquoi devriez-vous vous lever à cinq heures du matin ? Oubliez tout cela ! Vous avez un spectacle à écrire ! » et c'est ce qu'Izzy voulait entendre.

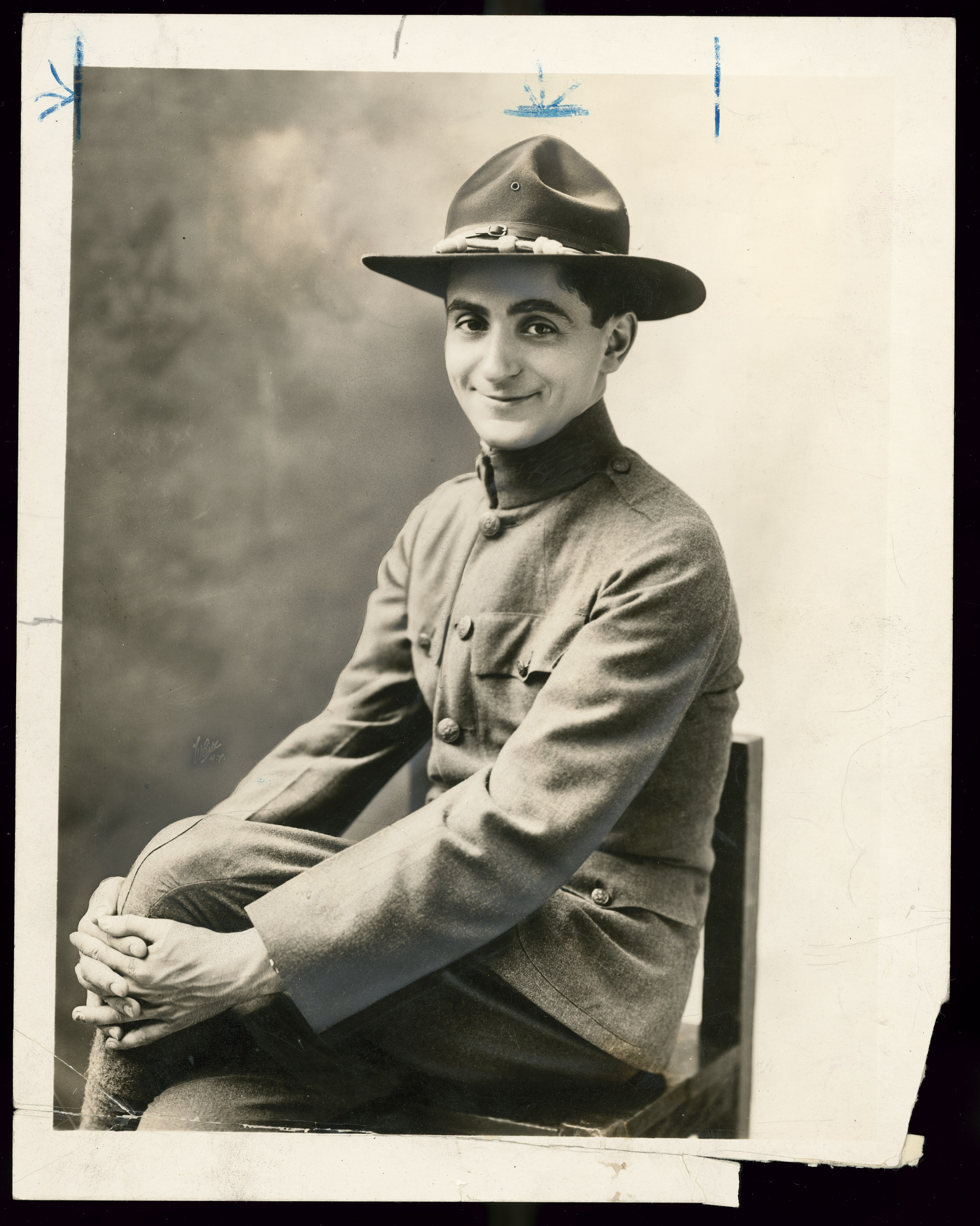
Sergent lors du premier conflit mondial, quand il écrivit God Bless America, 1918

Une commission de trois officiers assiste Izzy pour mener à bien ce projet. En juin 1918, Berlin déclare qu'il est prêt et présente son projet :Yip Yip Yaphank (en) est une revue musicale exécutée par des soldats à la manière des revues des Ziegfeld Follies pour lesquelles Izzy avait précédemment travaillé et c'est dans cette revue qu'il introduit la première version de son chant God Bless America. Curieusement, il reste sceptique quant à la valeur de ce chant patriotique : « En ces temps, il y a des chants patriotiques qui sortent de partout ».
En juillet 1918, il donne les premières représentations de Yip Yip Yaphank au petit théâtre de Camp Union, le Liberty Theatre. Pour faire connaitre son nouveau spectacle, Izzy fait défiler les militaires qui participent à la revue sur la Park avenue et la 34e rue. Des affiches apparaissent partout dans la ville, « Oncle Sam présente Yip Yip Yaphank concocté dans la cantine militaire de nos gars de Camp Union ». Yip Yip Yaphank fait son entrée à Broadway, d'abord au Century Theatre de New York puis au Lexington Theatre de la même ville du 19 août au 14 septembre 1918,. La presse loue le spectacle et finalement, il rapporte 85 000 $ qui sont versés au fond de financement de l'effort de guerre.
Parallèlement, avec d'autres vedettes juives de l'époque, comme le magicien Houdini ou le chanteur Al Jolson, il fait partie de la Rabbi's Sons Theatrical Benevolent Association qui collecte des fonds pour les familles des militaires et la Croix-Rouge,,,.

##### Du ragtime aux ballades

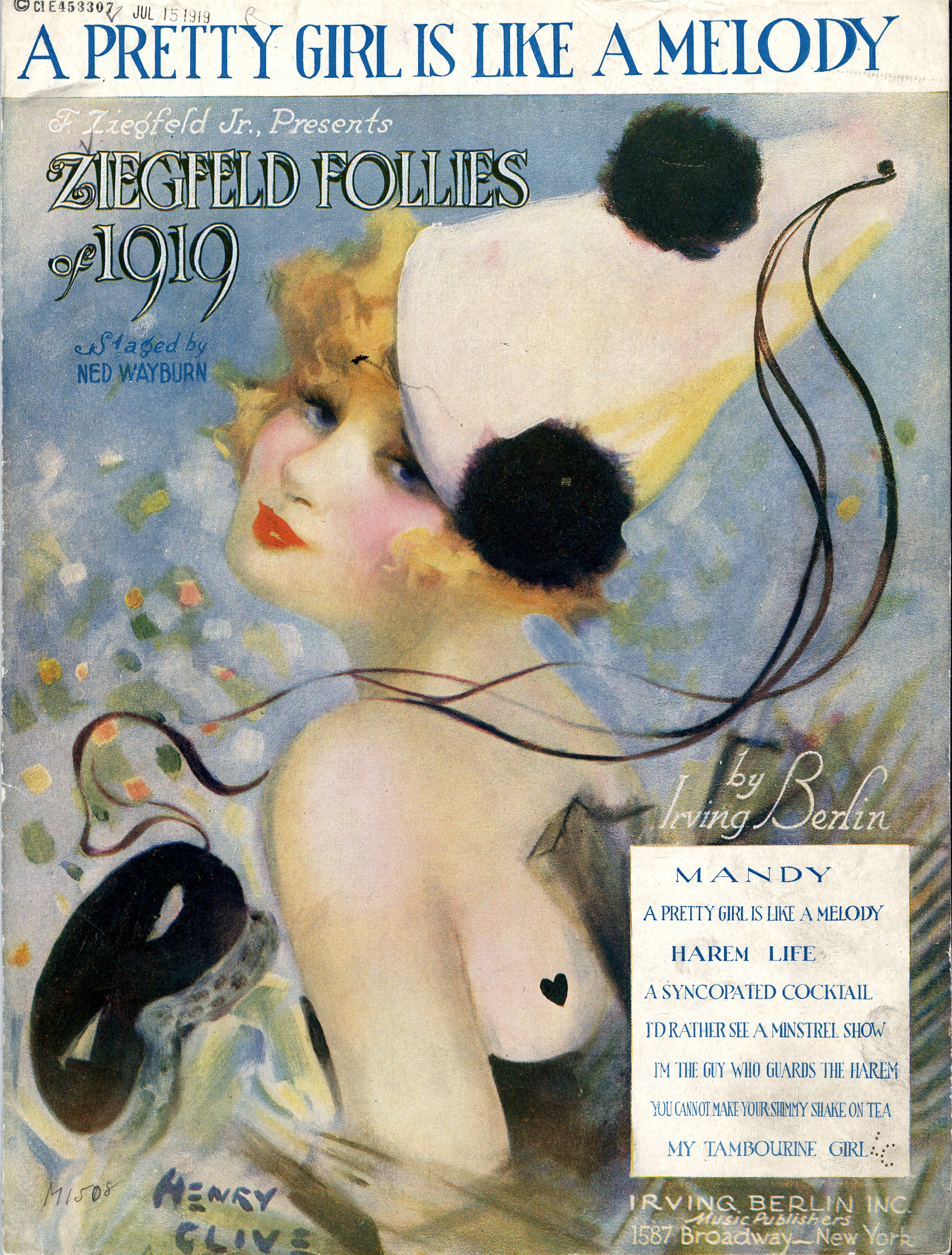
Partition de A Pretty Girl Is like a Melody des Ziegfeld Follies, 1919

À cette époque, Berlin avait commencé à se rendre compte que le ragtime n'était pas le style de musique pouvant convenir aux chansons romantiques de qualité dont il avait le projet, pas plus que les chansons d'actualité, les chansons humoristiques ou celles pour danser le hawaïen Hula-hula, le chicken-walks, le grizzly-bear ou le foxtrot, ces morceaux pour animal dances, précédemment écrites.
Il adapte alors son style d'écriture musicale pour des chansons d'amour et se met à composer des ballades lyriques telle  A Pretty Girl Is Like a Melody (en) pour la comédie musicale des Ziegfeld Follies de 1919, qui devient non seulement la chanson principale du spectacle mais également le thème de toutes les autres revues des Ziegfeld, et plus tard, la chanson figurant la pièce maîtresse d'un numéro musical du film de 1936, Le Grand Ziegfeld,,,. Ce morceau sera repris par la suite régulièrement lors de manifestations et par un grand nombre de chanteurs et musiciens.
Parallèlement, la vision d'un monde démocratique pro-américain d'Irving Berlin le pousse à être l'un des premiers artistes populaires à embrocher la nouvelle République socialiste soviétique en avertissant ses compatriotes à travers la chanson Look Out for the Bolsheviki Man donnée également aux Ziegfeld Follies de 1919 puis encore avec The Revolutionary Rag de la même année.

##### L'indépendance

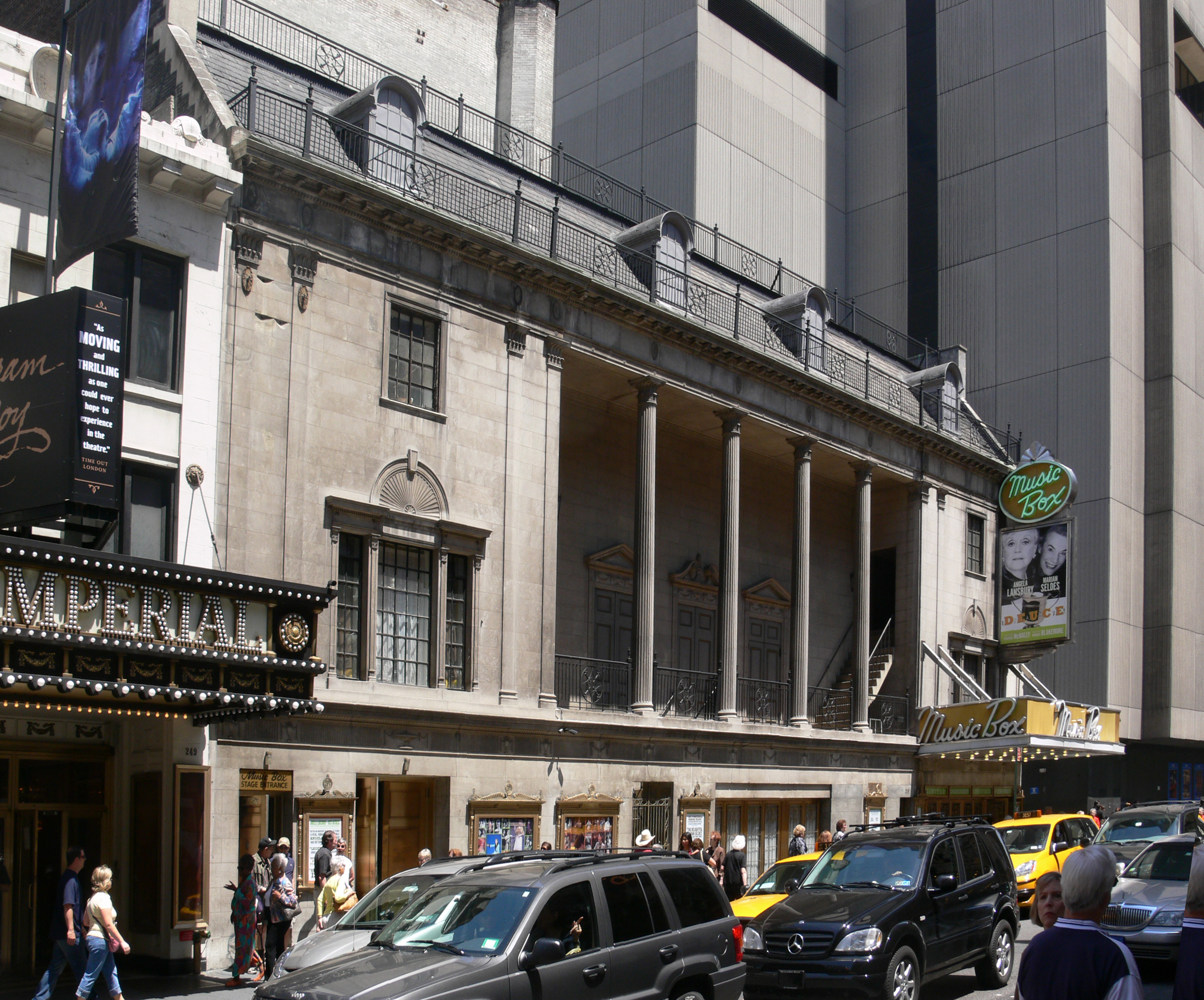
Le Music Box Theatre au 239 West 45th Street, Manhattan

En 1919, Izzy fonde sa propre maison d'édition pour devenir totalement indépendant, la Irving Berlin Music Corporation.
En 1920, avec Sam H. Harris (en) et son ami le producteur Joe Schenck, il fait construire par les architectes Charles Howard Crane (en) et E. George Kiehler le Music Box Theatre dans le Midtown de Manhattan, qu'il finance à hauteur d'un montant de 947 000 $, et le théâtre ouvre ses portes le 22 février 1921. Là, Berlin produit les Music Box Revue (en) qui présentent des revues musicales et des comédies musicales marquées par l'influence montante du jazz. Non content de composer la musique et d'écrire les paroles, il s'investit également dans la mise en scène en travaillant avec les décorateurs et costumiers du lieu,,,.
Afin de se rapprocher de son lieu de travail, Izzy emménage à la 46e rue où il ne se contente pas d'un appartement ; il achète l'immeuble et même l'épicerie du rez-de chaussée.

#### De Broadway à Hollywood (1921-1935)

##### Prince de Broadway

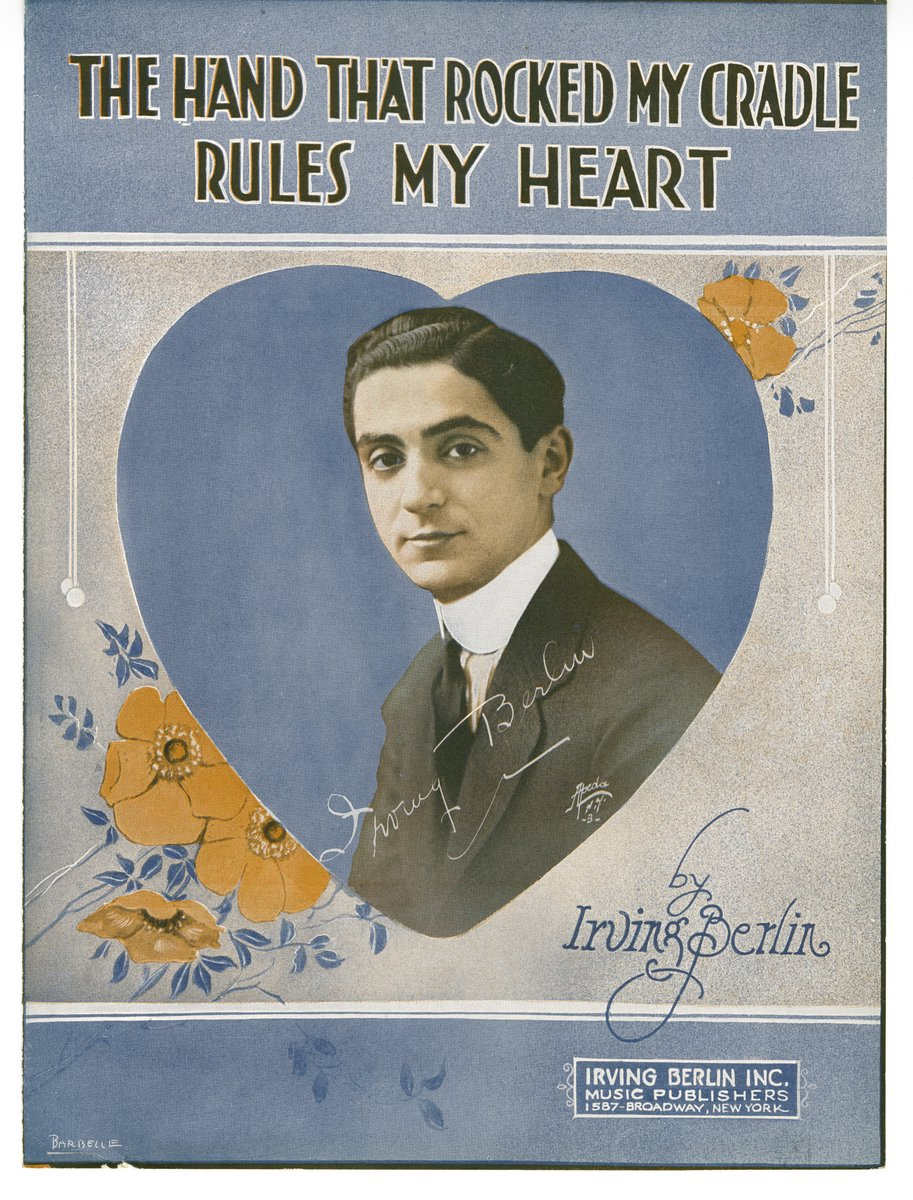
Partition de The Hand That Rocked My Cradle Rules My Heart avec Irving Berlin en couverture, 1919

Avec l'introduction dans ses ballades de rythmes syncopés issus du jazz, Berlin ouvre la voie à de jeunes compositeurs tel George Gershwin dont les premiers chants comme The Man I Love ou Embraceable You sont à l'image des chansons d'Irving Berlin, des rencontres entre la musique occidentale (Chopin, Liszt) et le jazz.
Avec le Music Box Theatre, Irving Berlin conforte sa position de figure majeure de la scène de Broadway. Le succès de ses revues est tel que le compositeur américain John Alden Carpenter déclare : « Je suis fortement enclin à croire que lorsqu'un historien de la musique des années 2000 déterminera la date de naissance de la musique américaine, il dira qu'elle est celle d'Irving Berlin ».

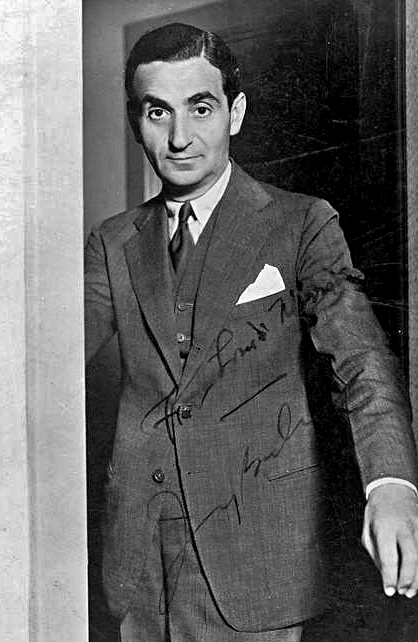
Photo dédicacée, années 1920

En 1922, Izzy rejoint l'Algonquin Round Table, un club composé d'écrivains, poètes, musiciens, journalistes, acteurs, chanteurs new-yorkais, club qui doit son nom aux réunions qui se tiennent à l'Hôtel Algonquin à Manhattan. Parmi les membres, figurent Dorothy Parker, Robert Benchley, George S. Kaufman, Edna Ferber, Marc Connelly, Harold Ross, Jasha Heifetz Alexander Woollcott, Alice Duer Miller, Robert Sherwood, Harpo Marx et autres,.
Avec le développement conjugué de la radio et de l'industrie du disque, les royalties d'Irving Berlin explosent. Quand le chanteur John McCormack interprète All Alone (en) sur des stations de radio en janvier 1924, les partitions de la chanson se vendent à 250 000 exemplaires en un mois, suivies de la vente d'un million de disques et 160 000 bandes perforées pour pianos mécaniques. D'autres chansons connaissent la même fortune comme All by Myself (en) : en soixante-quatorze semaines, sa partition est vendue à 1 053 493 exemplaires, ses enregistrements sur disques à 1 225 083 exemplaires et ses bandes perforées à 161 650 exemplaires ; en soixante semaines, la partition de Say it with Music (en) est vendue à 374 408 exemplaires, ses enregistrements sur disques à 1 223 905 exemplaires et ses bandes perforées à 102 127 exemplaires.
En 1924, Irving Berlin a 36 ans et Alexander Woollcott lui consacre sa première biographie.
En 1925, Berlin travaille avec les Marx Brothers et monte pour eux la revue The Cocoanuts (en),,.
En 1926, il écrit la chanson Blue Skies qui est intégrée à la comédie musicale Betsy de Richard Rodgers et Lorenz Hart. À la fin de la première, la chanteuse Belle Baker a droit à vingt-quatre rappels, c'est une ovation,,,.

##### Arrivée du cinéma sonore

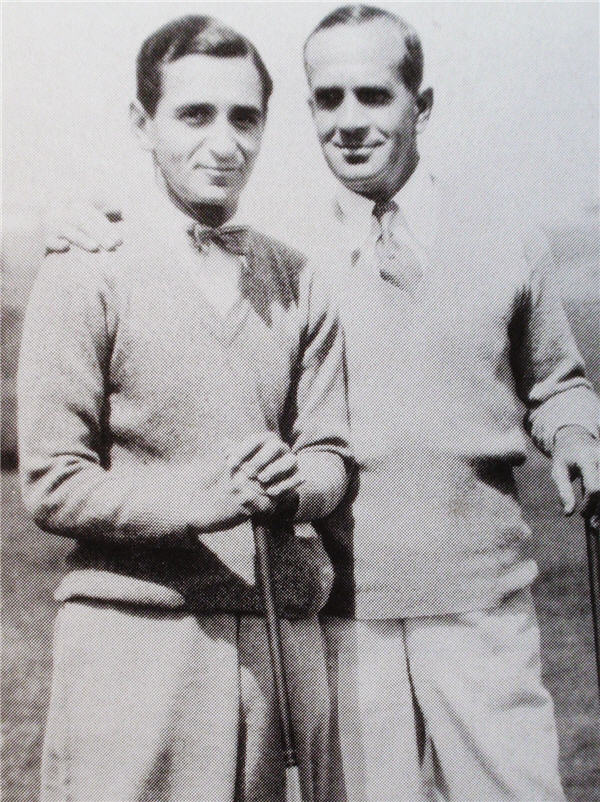
Irving Berlin et Al Jolson, 1927.

Après les premiers essais de films sonores, la Warner Bros travaille sur la production d'un film sonorisé. Les frères Warner ne croient pas que le public puisse se déplacer pour voir et écouter des acteurs parler mais en revanche, ils sont persuadés qu'il se déplacera pour voir et écouter ses chansons préférées. Quand l'équipe de la Warner travaille sur le projet de ce qui deviendra en 1927, Le Chanteur de jazz, elle se tourne sur le choix d'un chanteur : ce sera Al Jolson, star de la Vitaphone. Il est prévu qu'Al Jolson chante six airs sur les douze du film ; vu la célébrité d'Irving Berlin, il fallait au moins qu'une de ses chansons y figure. Dans le répertoire d'Al Jolson, se trouvent déjà des chansons d'Irving Berlin telles que When I Lost You (en) ou Yes Sir, That's my Baby mais elles sont écartées au profit de Blue Skies dont le succès récent ne pouvait qu'être un atout pour le film,,.

Considérant le succès du Chanteur de jazz et le développement du cinéma parlant, Irving Berlin ouvre un bureau de sa société à Hollywood,.

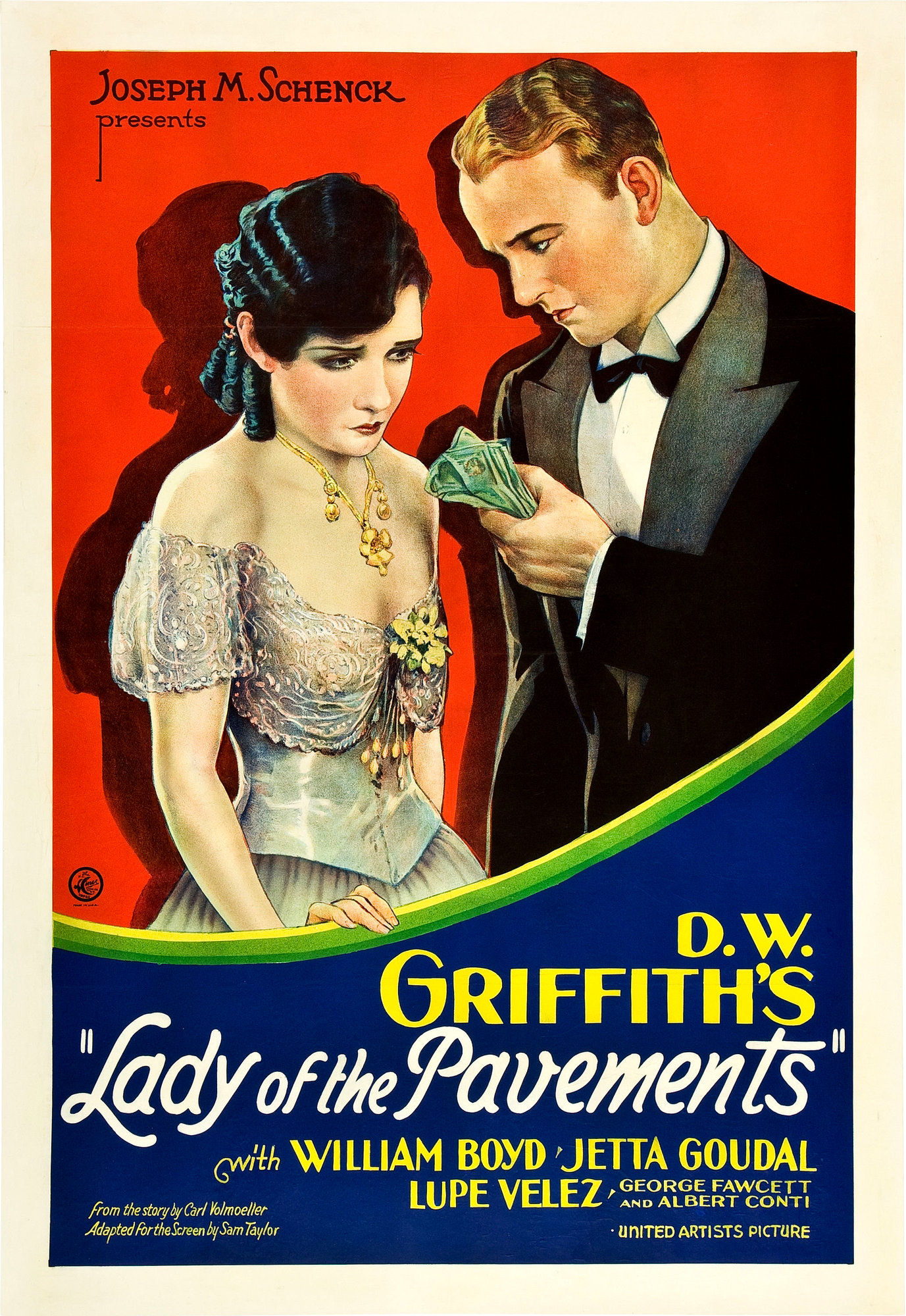
Affiche du film Lady of the Pavements de D.W. Griffith, dont Berlin a composé la musique, 1929

Le producteur Joseph M. Schenck rencontre Izzy pour lui proposer un film sur lui, qui aurait pour titre Say It with Music et qui serait produit par la récente firme United Artist fondée par Charlie Chaplin, Douglas Fairbanks, D. W. Griffith et Mary Pickford. Izzy décline l'offre en disant : « Il n'est pas question que je participe à un film sur moi tant que je serai vivant ». En septembre 1928, Berlin fait ses débuts à la radio en animant à une série d'émissions portant le titre de Say It with Music, ce même titre qui avait été suggéré pour un film biographique sur lui.
En 1928, après divers courts métrages, Irving Berlin est sollicité pour écrire une chanson pour le film The Awakening de Victor Fleming. Il compose alors une nouvelle chanson, Marie, qui est un clin d'œil à sa première chanson Marie From Sunny Italy mais le film est un désastre commercial et Marie passe inaperçue. Il faudra attendre la fin des années 1930 où Tommy Dorsey en fera l'indicatif de ses concerts pour que Marie connaisse un succès international,.
En 1929, Berlin compose pour D. W. Griffith la musique de son film Le Lys du Faubourg (Lady of the Pavements) mais se tient à l'écart de toutes les actions de promotion commerciale. La même année, après l'échec d'Awakening, Berlin renoue avec le succès cinématographique grâce la musique d'introduction du film Coquette de Sam Taylor avec Mary Pickford, qui sort le 12 avril 1929 puis avec une version filmée de la revue musicale The Cocoanuts qu'il avait écrite pour les Marx Brothers. Le film garde le même titre, The Cocoanuts, sous la direction de Robert Florey et Joseph Santley et sort le 23 mai 1929. Suivent Hallelujah ! réalisé par King Vidor, qui sort le 20 août 1929 - film mettant en scène des Afro-Américains et enfin Glorifying the American Girl, de John W. Harkrider et Millard Webb - hommage aux Ziegfeld Follies, qui sort le 7 décembre 1929.

##### Dépression de 1929, retour à la comédie musicale

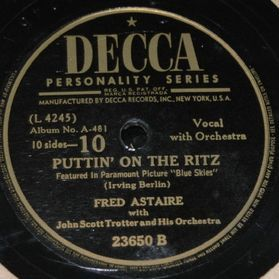
Disque Decca de Puttin' on the Ritz avec Fred Astaire

En 1930, la grande dépression touche le cinéma et Puttin' On the Ritz (film) sorti le 1er mars 1930, comme Pour décrocher la lune (qui marque les débuts du jeune chanteur Bing Crosby), sorti le 29 décembre 1930, n'ont pas le succès escompté malgré la présence de stars de l'époque comme Joan Bennett, Douglas Fairbanks ou Bebe Daniels,. Face à ce constat, Irving Berlin revient à ses activités premières et écrit en 1932 How Deep Is the Ocean ? qui est un succès puis une comédie musicale Face the Music. Cent soixante-cinq représentations sont données au New Amsterdam Theatre de Manhattan entre février et juillet 1932, c'est une réussite,.
Malgré la dépression, Izzy achète un immeuble situé dans la 93e rue dans l'est de Manhattan entre Madison avenue et Park avenue, avec le projet de le restaurer pour y construire une résidence pour lui et son épouse Ellin mais en regard des coûts prévus (200 000 $) et des menaces liées à la crise, il abandonne son projet

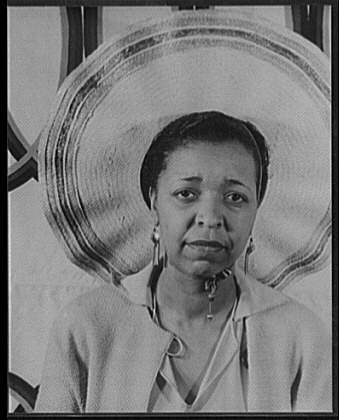
La chanteuse Ethel Waters, 1938

Incité par Moss Hart qui l'a déjà vu transformer l'actualité en chansons rentables, Irving Berlin crée une nouvelle revue musicale inspirée des titres de journaux, As Thousands Cheer (en), qui est une suite de sketchs parodiant les célébrités du moment telles que Herbert Hoover, Joan Crawford, Barbara Hutton, John Davison Rockefeller, Noël Coward, le Mahatma Gandhi, Josephine Baker, Aimee Semple McPherson, etc. Ce sont des satires, certes, mais qui peuvent être grinçantes, dénonçant par exemple la ségrégation raciale ; l'une des scènes s'ouvre avec un panneau sur un lynchage et Berlin, qui avait précédemment écrit plusieurs chansons coon, bouscule les règles en donnant la vedette à Ethel Waters, chanteuse afro-américaine du Cotton Club, qui dans cette scène joue le rôle de la mère éplorée de la victime. Pour l'occasion, Irving Berlin lui a composé plusieurs chansons dont le poignant Heat Wave Hits New York, Supper Time (en) et Harlem on my Mind. L'investissement de Berlin pour l'égalité raciale ne reste pas théorique ou musical : quand lors des répétitions, les acteurs Clifton Webb et Helen Broderick refusent de saluer au côté de ce qu'ils appellent « un nègre», Berlin décide que dans ces conditions, personne ne s'inclinerait ; sans délai, la mutinerie prend fin et par la suite, les trois artistes reçoivent tous les applaudissements ensemble. Cette revue est encore une fois un succès, 400 représentations sont données au Music Box Theatre de Manhattan du 30 septembre 1933 au 8 septembre 1934,,,.

#### DeTop Hat(1935) àAnnie la reine du cirque(1950)

##### Rencontre avec Fred Astaire

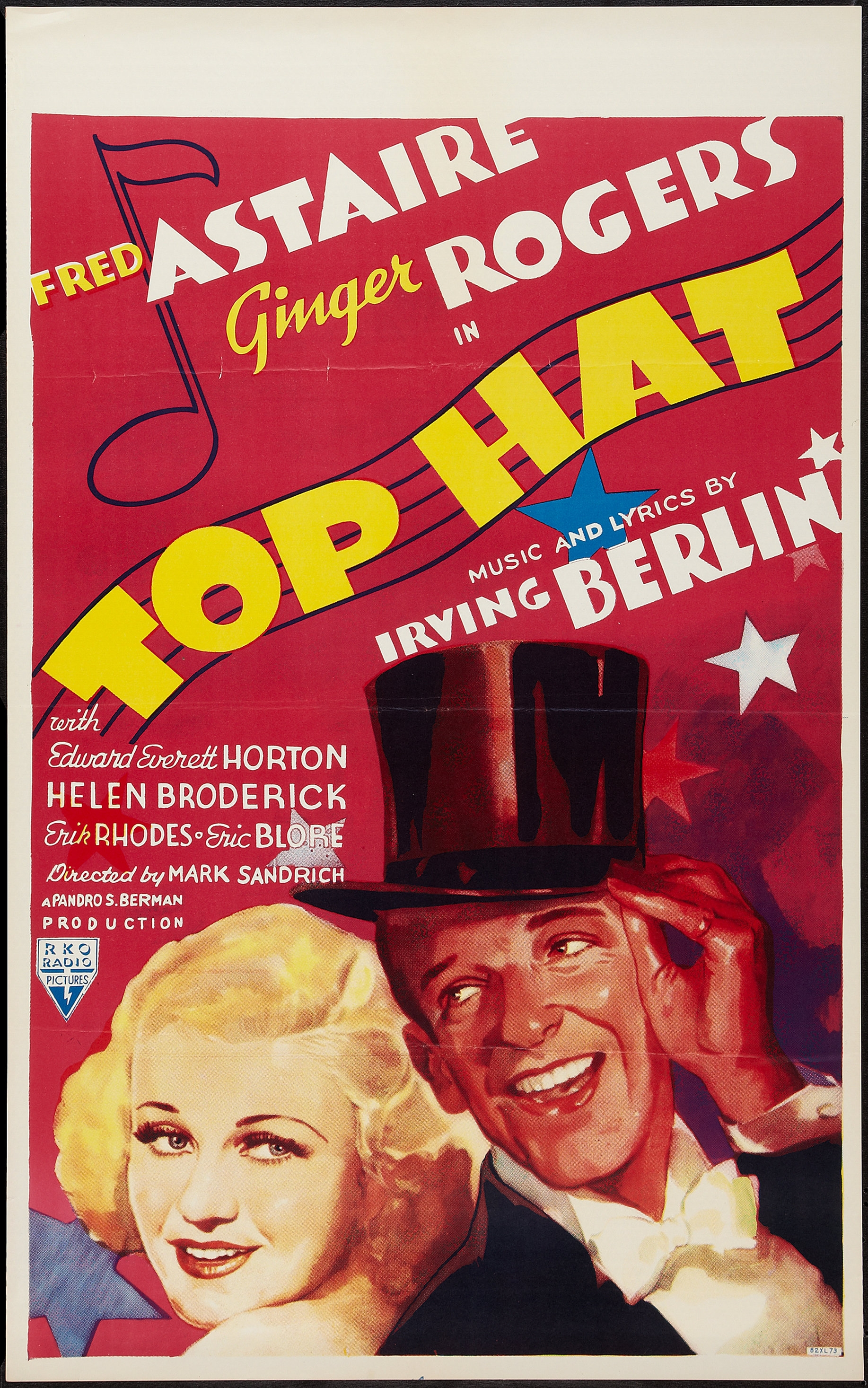
Affiche du film Top Hat sur laquelle Irving Berlin est crédité, avec Ginger Rogers et Fred Astaire, 1935

Depuis 1930, un nouveau danseur apparaît : Fred Astaire. Il est déjà connu pour son travail de chorégraphe auprès de George Gershwin et de Cole Porter, et pour son duo avec Ginger Rogers dans le film La Joyeuse Divorcée d'après la comédie musicale de Cole Porter, qui est un triomphe.
La RKO Pictures propose un film avec Fred Astaire et Ginger Rogers sous la direction de Mark Sandrich sur des chansons d'Irving Berlin, et c'est ainsi que sort Le Danseur du dessus (Top Hat), en 1935. Plusieurs chansons chorégraphiées sont plébiscitées comme Top Hat, White Tie and Tails (en), Isn't This a Lovely Day? et une des chansons, Cheek to Cheek, devient un succès international. Avant que le film soit reconnu comme l'un des plus grands films musicaux, Berlin a dû revoir son montage. Lors de l'avant-première donnée à Santa Barbara, le public a trouvé la fin trop longue ; cinq minutes sont donc coupées et lors de la première donnée au Radio City Music Hall de New York, la gloire est au rendez-vous : le film rapporte trois millions de dollars pour un coût de production de 620 000 $. Izzy déclare : « Il (Fred Astaire) est une réelle inspiration pour un auteur-compositeur. Sans lui, je n'aurais jamais pu écrire Top Hat ». C'est le début d'une amitié entre Fred Astaire et Irving Berlin. La presse ovationne le film et notamment, le New York Daily News écrit : « Top Hat est le meilleur événement qui soit arrivé dans le domaine des films musicaux, La musique de Berlin est à son sommet ». Le film qui a coûté 620 000 $ de frais de production a rapporté plus 3 000 000 $, dont 300 000 $ sont reversés à Izzy.

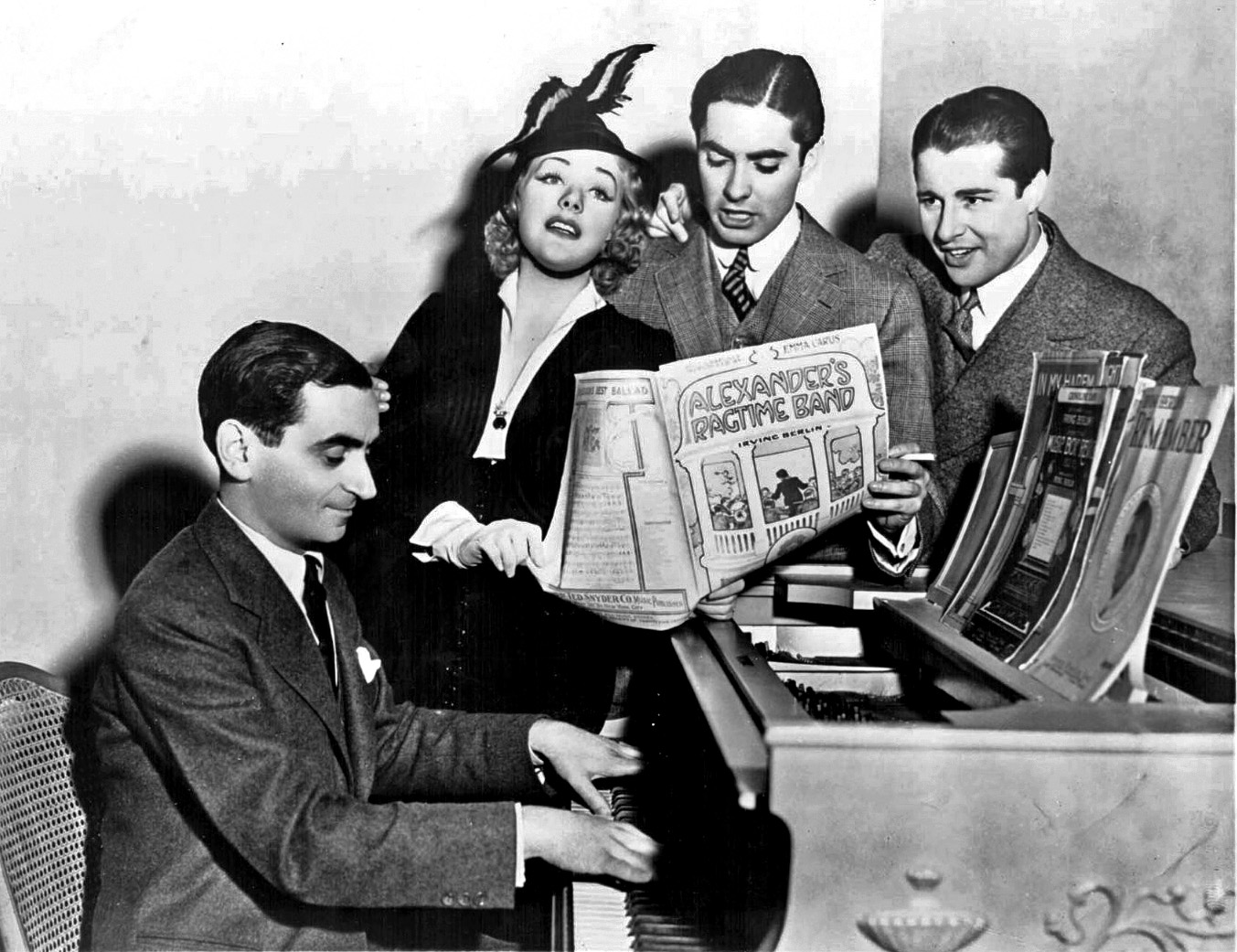
Accompagnant les vedettes de Alexander's Ragtime Band : Alice Faye, Tyrone Power et Don Ameche, 1938

. En février 1936, six mois après la sortie du Danseur du dessus, Izzy transforme l'essai de la collaboration avec le trio Fred Astaire, Ginger Rogers, Mark Sandrich en composant la musique du film En suivant la flotte (Follow the Fleet), film réalisé d'après la pièce de théâtre Shore Leave du dramaturge canadien Hubert Osborne (en). Si la presse se montre plus réservée que pour Le Danseur du dessus, en revanche elle salue la qualité de chansons telles que Cheek to Cheek, Isn't This a Lovely Day ? Let's Face the Music and Dance,.

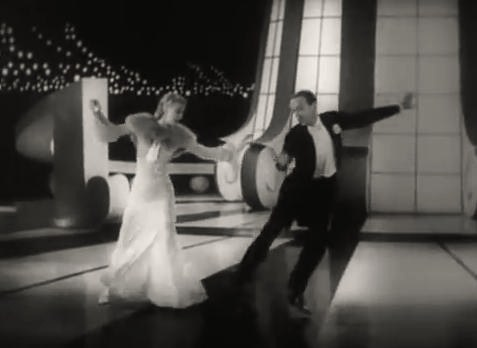
Ginger Rogers et Fred Astaire dans Follow the Fleet, 1936

En 1938, la Twentieth Century Fox rend un hommage vibrant à Irving Berlin lors la sortie du film musical d'Henry King, La Folle Parade (Alexander's Ragtime Band avec le couple mythique Tyrone Power et Alice Faye, où diverses cérémonies rassemblant l'élite du cinéma, du spectacle et de la musique le célèbrent.

##### Kate Smith pour la version définitive deGod Bless America

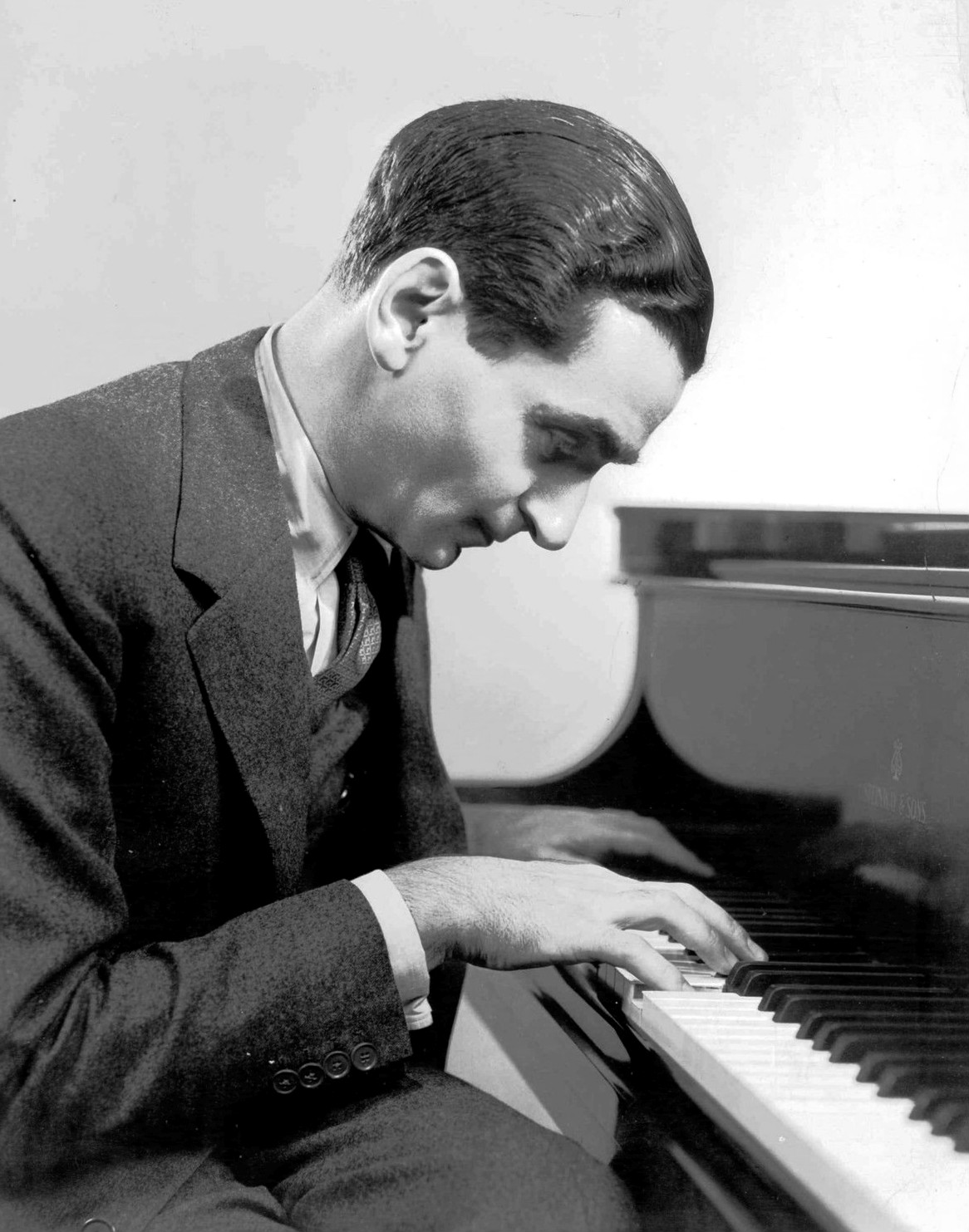
Irving Berlin en mars 1937

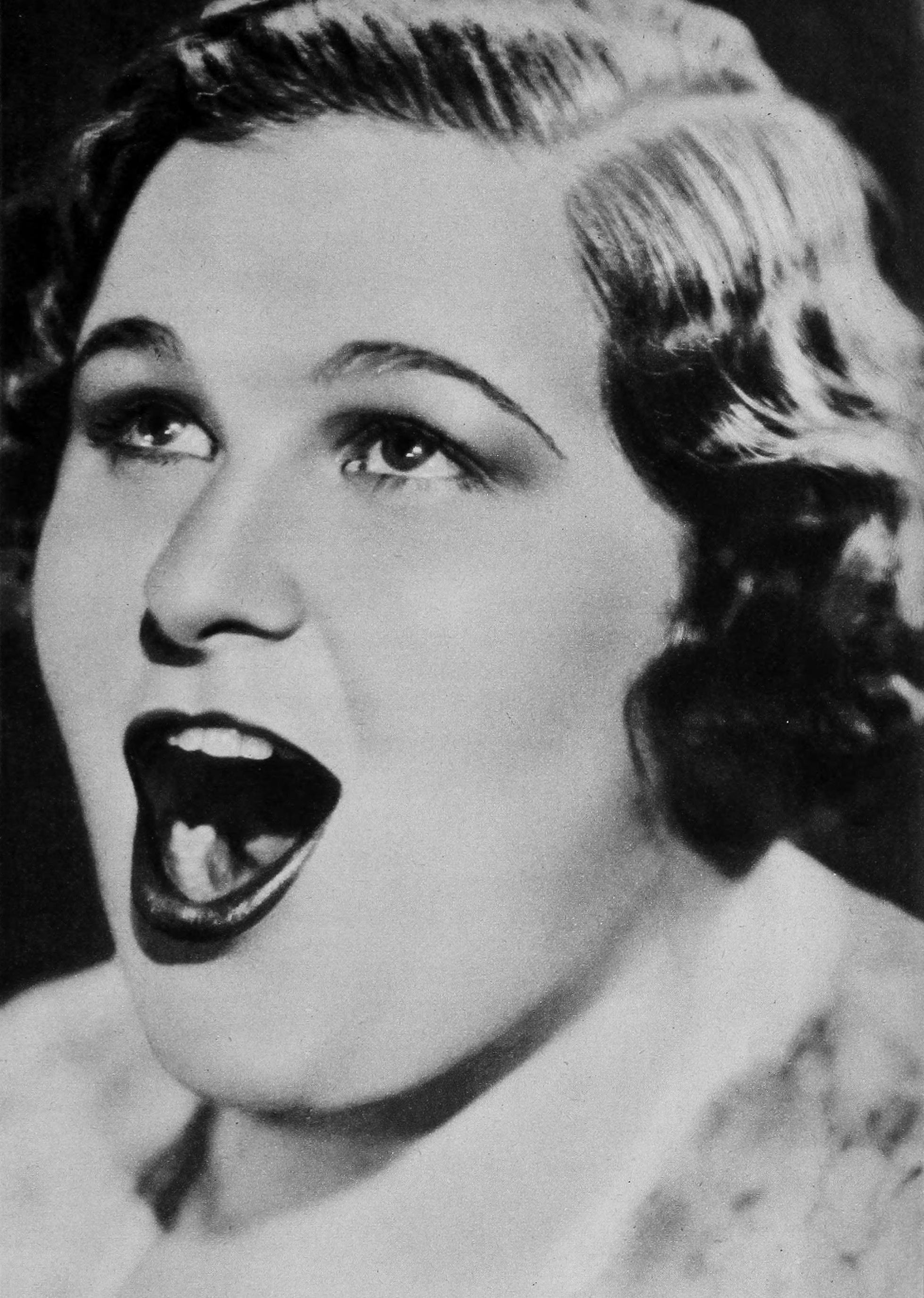
Kate Smith, 1934

La même année, Irving Berlin, en voyage à Londres, comprend que la guerre va probablement recommencer. Il est sollicité par la chanteuse Kate Smith pour écrire une chanson afin de célébrer le vingtième anniversaire de l'armistice du 11 novembre 1918. Après des essais qui ne le satisfont point, il reprend God Bless America, ajoute quelques modifications et laisse le soin à Kate Smith (the America's songbird / le rossignol américain) de l’interpréter lors d'un show radiophonique ; c'est un succès massif, les gens s'arrachent la partition et ce sera la version définitive de God Bless America,,,,.
Kate Smith lui déclare : « Vous venez d'écrire un nouveau Star-Spangled Banner (hymne national américain) ». En 1939, elle enregistre God Bless America à New York et très rapidement God Bless America devient la formule de langage la plus populaire des Américains.
Irving Berlin limite l'usage de God Bless America à Kate Smith et au Parti républicain et en interdit la reprise par des chanteurs de variété ou des orchestres de danse, car à son sens, ce serait ainsi dénaturer sa dimension patriotique, patriotisme qui « était la vraie religion d'Irving Berlin ».
La partition se vend à plus de 400 000 exemplaires. La fondation God Bless America est créée ; elle recueille les royalties du chant qui se montent à plus de 40 000 $ pour les reverser à perpétuité aux associations de boy scouts et de girl scouts dont son épouse est une supportrice
,. Au cours des ans, les associations de boys scouts et de girls scouts recevront une somme de plus de 250 000 $ au titre de ces royalties.

##### Angels of Mercy
En 1941, Irving Berlin compose pour la Croix-Rouge américaine ce qui deviendra son hymne, Angels of Mercy. Norman H. Davis, le président de la Croix-Rouge américaine, déclare ce sujet : « Monsieur Berlin a écrit un chant en accord profond avec les valeurs de la Croix Rouge. Nous sommes fiers qu'il nous l'ait dédicacé »,.

##### Seconde Guerre mondiale

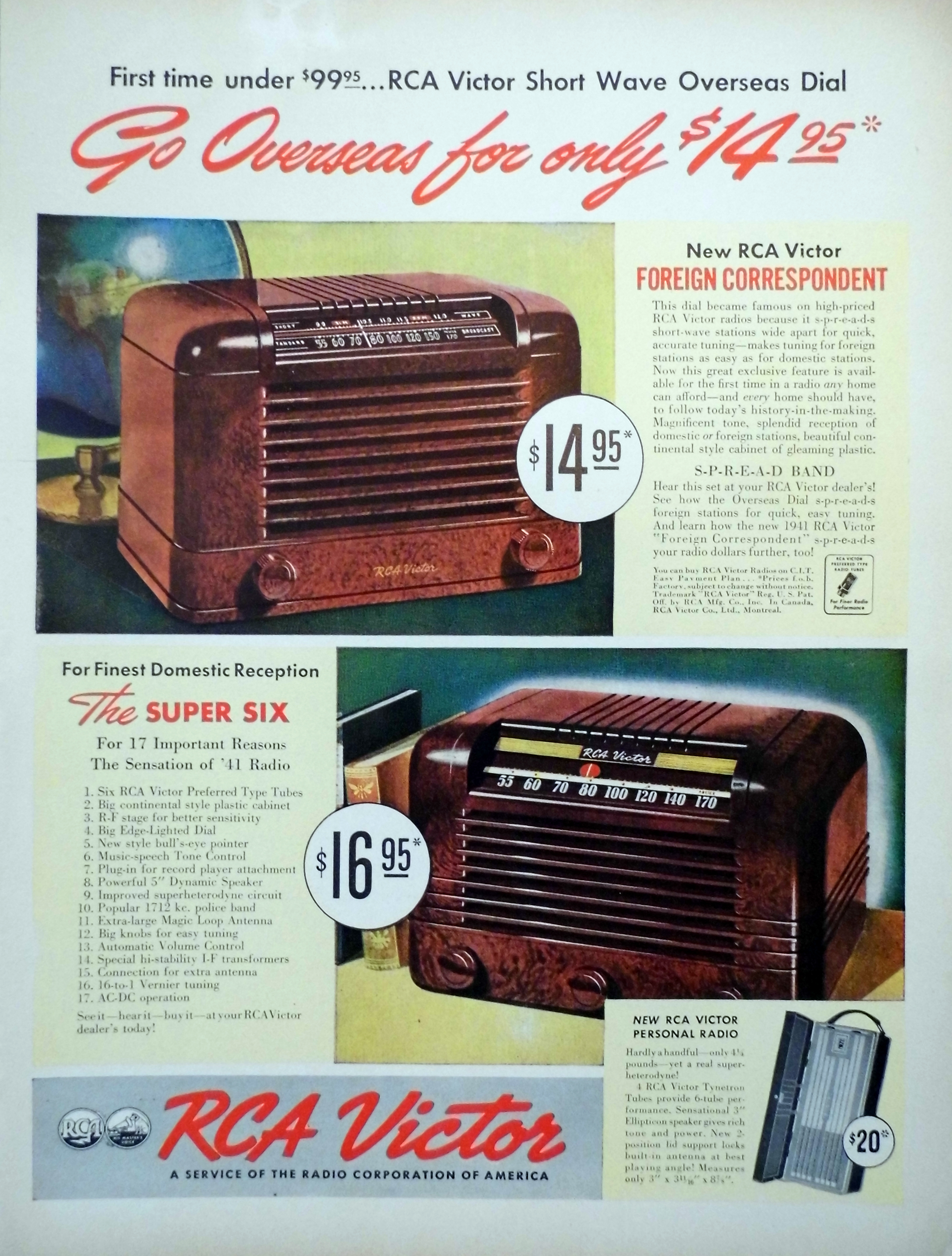
Postes de radio RCA Victor, vendus en 1941

Le jour de Noël 1941, dix-huit jours après l'attaque de Pearl Harbour, les auditeurs américains de la NBC entendent pour la première fois la chanson White Christmas interprétée par Bing Crosby lors de l'émission The Kraft Music Hall. Sans aucune promotion, la chanson devient un succès, c'est une véritable explosion. Ce succès vient probablement du caractère triste et mélancolique de la chanson, à un moment où les familles vivent l'absence de leurs enfants partis sur le front du Pacifique et où les militaires ont la nostalgie des fêtes passées en famille au pays. Les deux enregistrements de Bing Crosby en 1942 se vendent à plus de trois millions d'exemplaires,,.
Au début de l'année 1942, Irving Berlin téléphone au général George Marshall pour lui proposer une revue musicale dans l'esprit de Yip ! Yip ! Yaphank. George Marshall donne son accord pour qu'Izzy écrive un spectacle à Broadway, qui puisse soutenir le moral des armées pour le compte de l'Army Emergency Relief (en) - agence chargée de recueillir des fonds pour soutenir financièrement les familles des militaires partis sur les théâtres extérieurs d’opérations - et Izzy se met immédiatement au travail. Il élabore cette nouvelle comédie musicale et réalise les répétitions dans un baraquement du Camp Upton (dans lequel il avait été précédemment affecté lors de la Première Guerre), la baraque T-11. Le titre de nouveau spectacle est This Is the Army, dans lequel il insère White Christmas au sein des vingt chansons écrites dont une spécifiquement pour les Noirs. Les répétitions s'effectuent avec une troupe non ségréguée de 300 militaires, en avril 1942. Il est à noter que cette troupe non ségréguée est une exception dans l'armée américaine et Izzy avait parfaitement conscience qu'il prenait un risque, que son choix d'une troupe mixte pouvait susciter des polémiques mais il était persuadé que ce geste pouvait servir d'exemple. Irving Berlin présente son spectacle devant le général Irving J. Phillipson qui l'apprécie et les autorités militaires lui donnent le feu vert. This Is the Army commence par des représentations au Broadway Theatre, à partir du 4 juillet 1942. Le succès est tel que le premier contrat de quatre semaines est prolongé jusqu'au 26 septembre 1942. Le 8 octobre 1942, une représentation exceptionnelle est donnée au National Theatre (Washington) devant le Président Franklin D. Roosevelt et son épouse la Première Dame Eleanor Roosevelt. Le président est également conquis et invite Irving Berlin et la troupe à se rendre le lendemain à la Maison Blanche, le président prendra le temps de serrer la main des 359 membres de la troupe.
À partir de décembre 1942, la troupe commence une tournée nationale qui s'achève à San Francisco le 13 février 1943. Ce spectacle rapporte à la fin de la tournée plus de 2 000 000 $, somme inespérée pour This is the Army, dont Berlin choisit de ne pas profiter personnellement, et qui est ainsi reversée à l'Army Emergency Relief.

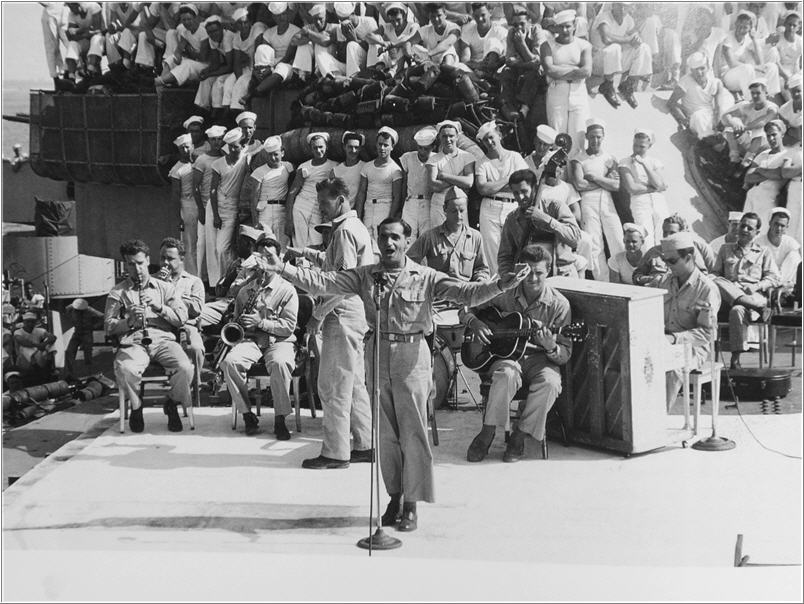
Irving Berlin chantant à bord de l', 25 juillet 1944

En novembre 1943, Izzy et la troupe embarquent pour Londres et donnent des représentations à Manchester, Glasgow, Birmingham, Belfast et retourne à Londres. Le 6 février 1944 une représentation s'ouvre devant le général Dwight Eisenhower, le commandant en chef du Supreme Headquarters Allied Expeditionary Force (état major suprême des forces alliées en campagne), Eishenhover est tellement emballé qu'il se rend dans les coulisses après la tombée du rideau. Deux jours après, le 8 février 1944, Eisenhower écrit au général Marshall lui proposant que This Is the Army puisse faire l'objet d'une nouvelle tournée auprès des militaires aussi bien sur le front européen que sur le front du Pacifique. En mars 1943 la troupe arrive en Italie, après diverses représentations notamment à Naples puis à Rome, la troupe repart à New York pour s'embarquer pour la Nouvelle Guinée, les Philippines, Guam et la dernière représentation est donnée à Honolulu, le 22 octobre 1945. Finalement, 2 500 000 personnes auront vu This Is the Army.
Le général Marshall écrit à Irving Berlin pour le remercier d'avoir mis son talent au service de l’effort de guerre avec This Is the Army et la Medal for Merit lui est décernée par le Président Harry Truman,,,,,.
La comédie musicale est reprise dans un film homonyme This Is the Army réalisé par Michael Curtiz, qui sort le 14 août 1943 et sera distribué auprès des diverses garnisons. Comme pour la comédie musicale, les gains du film qui s'élèvent à quelque 9,5 millions de dollars sont reversés à l'Army Emergency Relief, le fonds de secours d'urgence de l'armée américaine,,,.
En 1944, après des désaccords avec la direction de sa maison d'édition musicale, l'Irving Berlin Music Corporation, Berlin la dissout pour créer l'Irving Berlin Music Company, toujours en activité,,.

##### Retour au pays
Quand il rentre aux États-Unis, c'est pour apprendre la mort de Jerome Kern, perte qui endeuille Broadway après les disparitions brutales de George Gershwin et de Lorenz Hart. Peu après les funérailles de Jerome Kern, Richard Rodgers et Oscar Hammerstein II contactent Izzy pour lui proposer d'écrire la musique d'une comédie musicale du genre western qui a pour sujet la vie d'Annie Oakley et pour titre de livret Annie du Far West. Jérôme Kern avait accepté d'en composer la musique mais sa disparition soudaine a mis fin au projet et seuls des compositeurs de la dimension de Cole Porter ou d'Irving Berlin pouvaient reprendre le flambeau, or Porter avait prononcé un non définitif, il ne reste plus que Berlin. Izzy hésite et demande un délai de réflexion car qu'il ne se voit pas écrire une musique pour « péquenots » (hillbilly) ; il propose à Richard Rodgers de l'écrire lui-même mais ce dernier lui répond qu'il est déjà pris pour une autre projet. Finalement, ayant confiance dans le travail des librettistes Herbert et Dorothy Fields, il accepte de s'y mettre et part se retirer à Atlantic City avec son arrangeur Helmy Kresa (en) pour composer cette musique pour « péquenots » qu'il écrit en deux mois,.
Ses travaux étant avancés, il présente ses chansons dans l'appartement d'Oscar Hammerstein II en présence de Dorothy Fields, de Richard Rodgers et du metteur en scène Joshua Logan, ses premières maquettes étant acceptées, Izzy continue son travail et compose d'autres chansons comme They Say It's Wonderful, The Girl That I Marry, Doin' What Comes Natur'lly, You Can't Get a Man With a Gun and Anything You Can Do I Can Do Better, etc., et retient Ethel Merman pour le rôle titre. Les premières représentations commencent le 16 mai 1946 à l'Imperial Theatre de Manhattan. La presse salue le retour d'Irving Berlin sur la scène de Broadway et le succès est tel que 1 147 représentations seront données jusqu'au 12 février 1949,'. Le New York Times comme l'Independant ou le Herald Tribune publient de bonnes critiques qui saluent le professionnalisme et les mélodies d'Irving Berlin qui à 57 ans, n'a pas perdu sa capacité à raconter des blagues en vers,,.

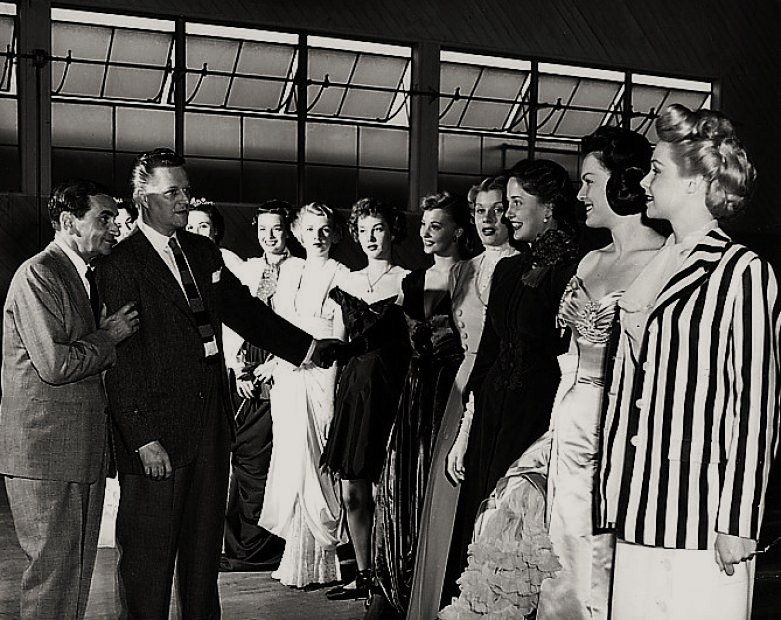
Irving Berlin et le chorégraphe Robert Alton sélectionnant des mannequins pour le film Easter Parade, 1947-48

En février 1947, Irving Berlin se rend en Californie pour rencontrer le producteur Joseph M. Schenck et lui fait part d'un projet d'un film musical en technicolor d'après une histoire de Frances Goodrich et Albert Hackett, Parade de printemps (Easter Parade), le projet est soumis à la Twentieth Century Fox qui donne une réponse positive, ayant vent du projet Louis Mayer de la Metro-Goldwyn-Mayer contacte Irving Berlin, il lui offre une avance de 500 000 $ pour réaliser un ce qui était bien plus que ce qu'offrait la Twentieth Century Fox. Irving Berlin accepte l'offre de la MGM et en confie la mise en scène à Charles Walters. Le film sort en 1948 avec en acteurs vedettes Fred Astaire et Judy Garland. C'est un nouveau succès et à son sujet, Fred Astaire dit : « Nous n'avions pas de but de précis, si ce n'est de divertir le public avec la musique d'Irving Berlin ». Après impôts, la Parade de Printemps rapporte à Izzy une somme de 640 000 $ rien que pour l'année 1947,. La presse applaudit ce nouveau spectacle, le magazine Variety comme le New York Times soulignent la performance de Fred Astaire qui est à son sommet, et les nouvelles mélodies d'Izzy,,. 

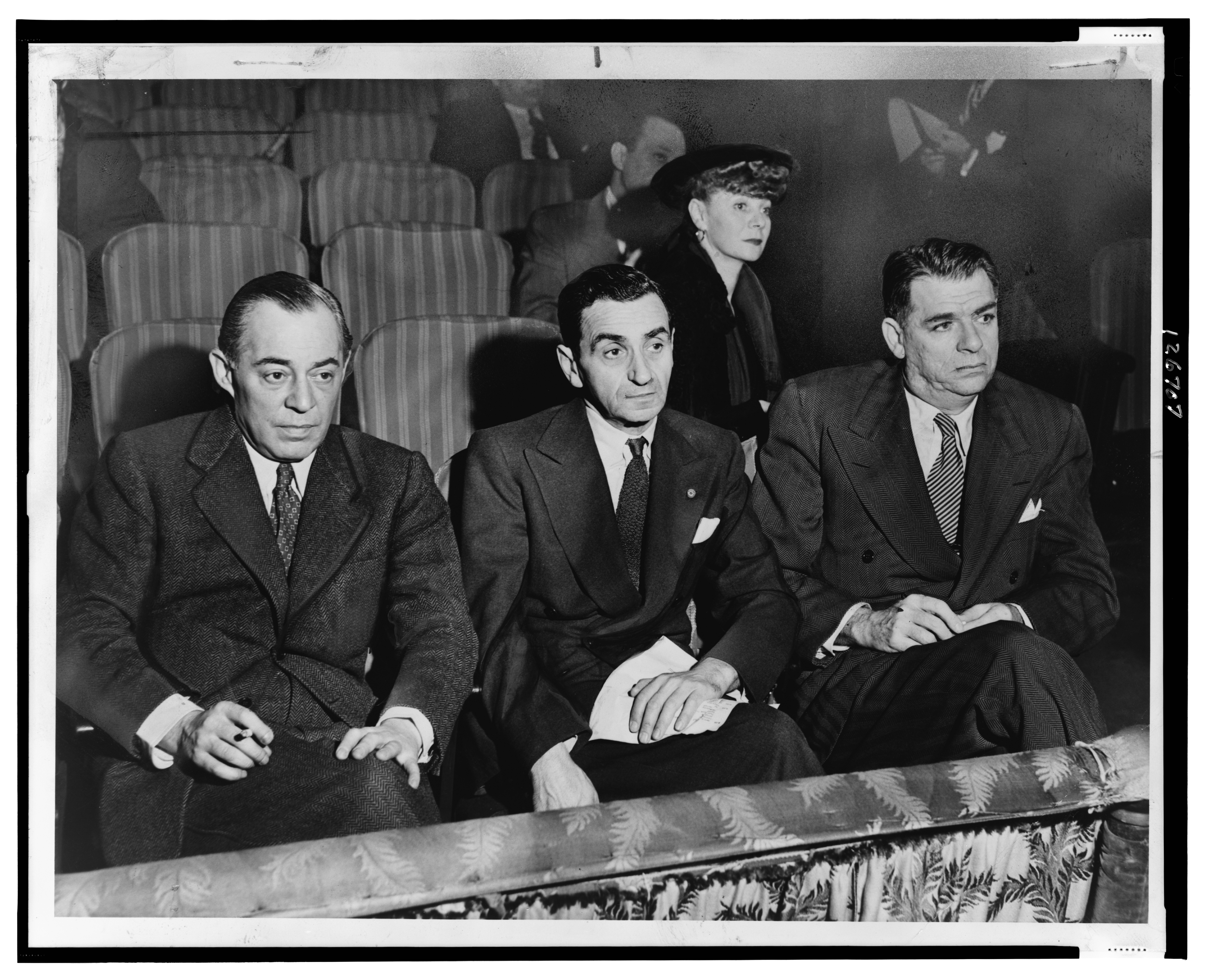
Lors d'une audition, entouré de Richard Rodgers, Oscar Hammerstein et Helen Tamiris, St. James Theatre, 1948

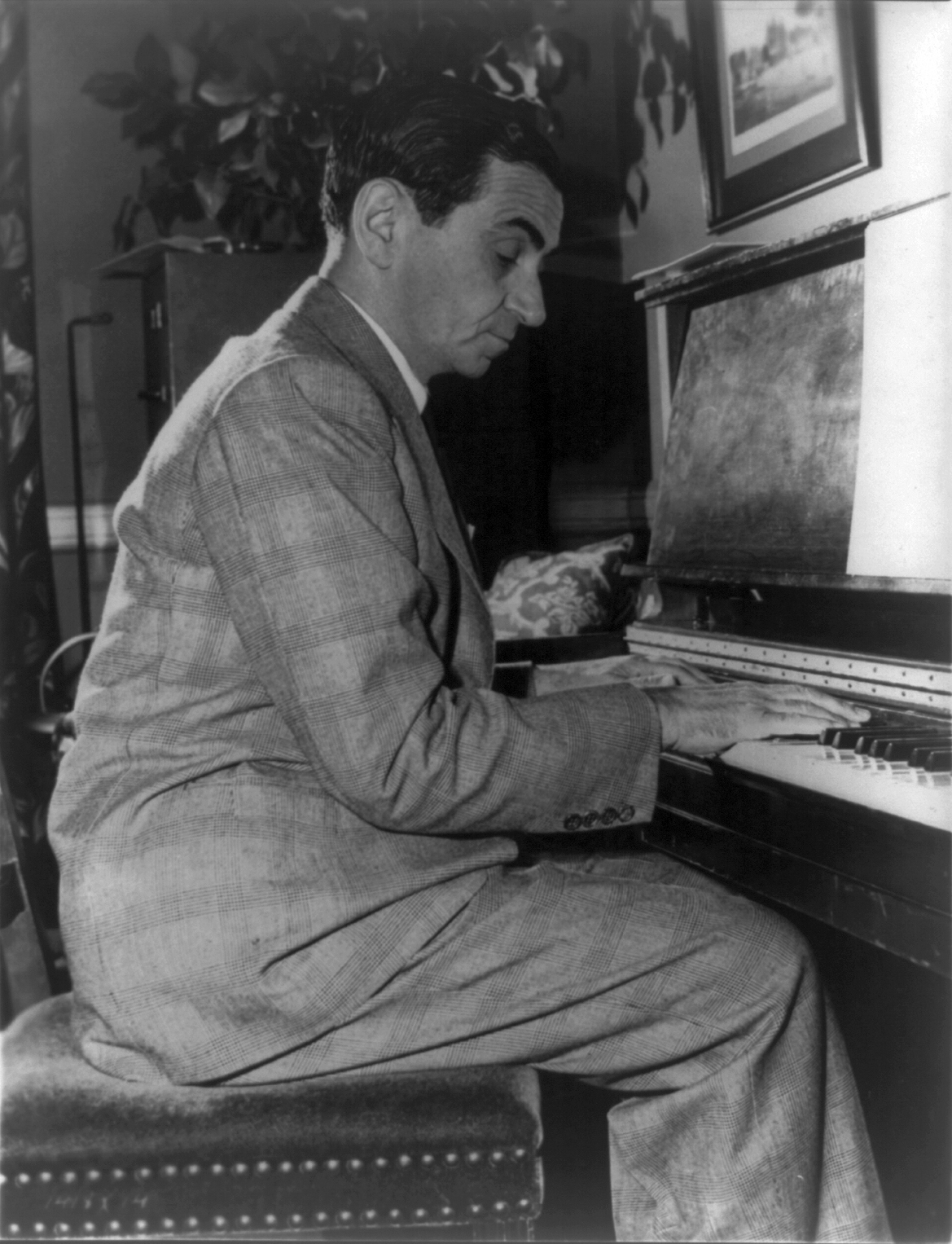
Portrait de 1948

En 1947, Izzy et Dorothy Fields signent un nouveau contrat avec la MGM pour réaliser un film à partir de la comédie musicale Annie du Far West, ils vendent leurs droits pour un montant de 650 000 $ payables en cinq annuités. Le film sort en 1950 sous le titre de Annie, la reine du cirque. Si le critique Bosley Crowther du New York Times n'est pas emballé par la mise en scène, en revanche la musique le séduit et il écrit : « Si la mise en scène n'arrive pas toujours à mettre en relief les spontanéités des scènes, il faut reconnaître que la musique raffinée d'Irving Berlin ajoutée à la solide écriture de Herbert Fields et Dorotry Fields font d'Annie Oakley une fille naturellement vigoureuse. »
En 1949, il écrit son vingtième spectacle, Miss Liberty (en) sur un livret de Robert E. Sherwood, mais Irving Berlin n'est pas satisfait de son travail. Les représentations commencent le 15 juillet 1949 à l'Imperial Theatre de Manhattan, et la presse se montre également très réservée, dans certains cas acerbe comme le critique Brooks Atkinson du New York Times qui écrit que « Miss Liberty est une comédie musicale décevante sans étincelle ni originalité », et plus tard, il fustige Miss Liberty, qualifiant sa « musique (de) médiocre [...]écrite selon des clichés éculés dépourvus d'imagination et d'originalité ». En quarante ans de carrière, c'est la première fois qu'Irving Berlin reçoit une telle critique, il en est abasourdi. De fait, le succès n'est pas au rendez-vous, le nombre de spectateurs décline peu à peu et le 8 avril 1950, il est mis fin au spectacle au bout de 308 représentations,.

#### Derniers spectacles (1950-1964)

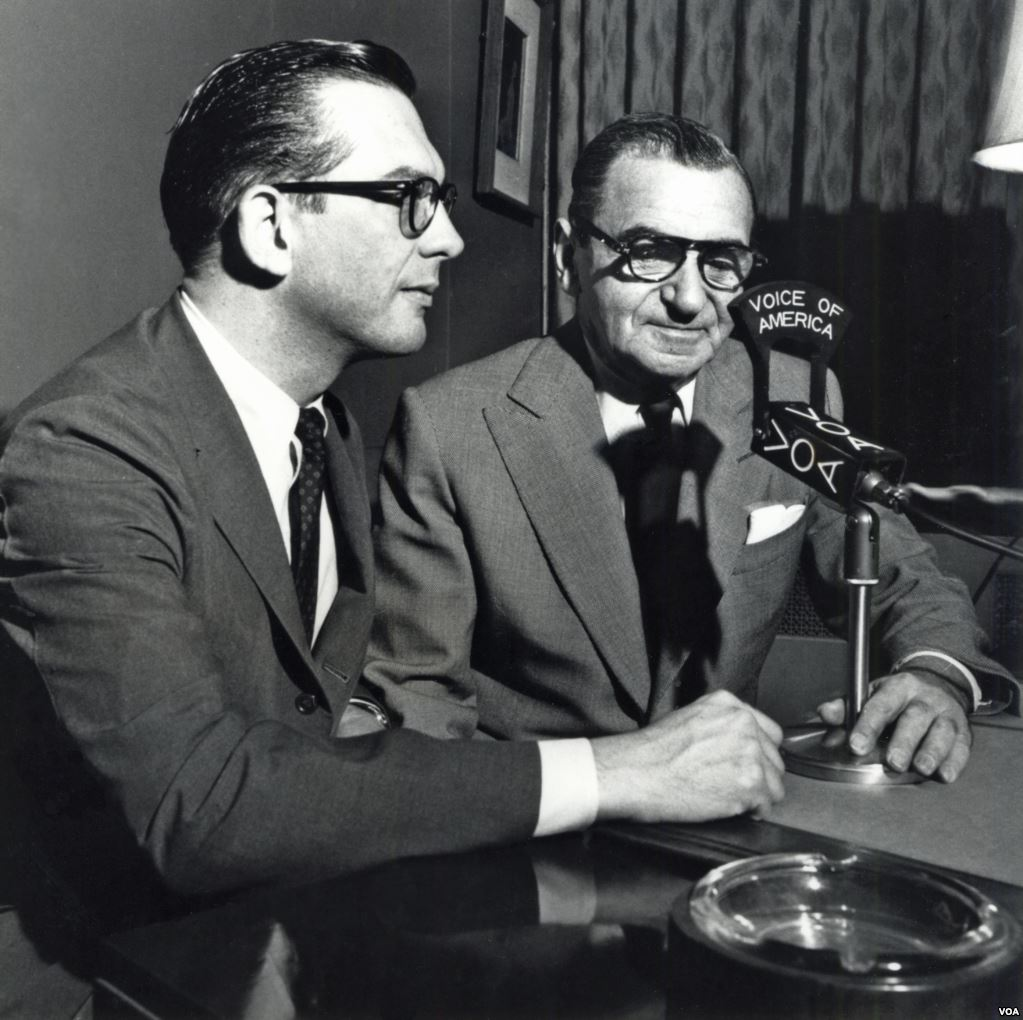
En studio avec Willis Conover, v. 1950-60

Après l'échec de Miss Liberty, Izzy se lance dans l'écriture d'une nouvelle comédie musicale Call Me Madam (en) sur un livret de Howard Lindsay et Russel Crouse, qui a pour thème la nomination comme ambassadrice des États-Unis au Grand Duché du Luxembourg de Perle Mesta, une figure du National Woman's Party. Izzy reprend Ethel Merman pour le rôle principal et les répétitions commencent le 14 août 1950 au John Golden Theatre de New York sous la direction de George Abott. Le 12 octobre 1950, les premières représentations se déroulent à l'Imperial Theatre et le critique Brooks Atkinson, qui avait précédemment étrillé Miss Liberty, est conquis et ne tarit point d'éloges à ce sujet ; il écrit dans le New York Times : « Call Me Madam nous apporte des milliers d'enchantements [...] c'est une corne d'abondance de musique.[...] c'est une étoile filante du théâtre. »,. Irving Berlin renoue avec le succès ; 644 représentations sont données jusqu'au 3 mai 1952. Dans la foulée, en 1953, la comédie musicale est reprise dans un film de Walter Lang intitulé Appelez-moi Madame qui lui aussi est applaudi par la critique,,,.

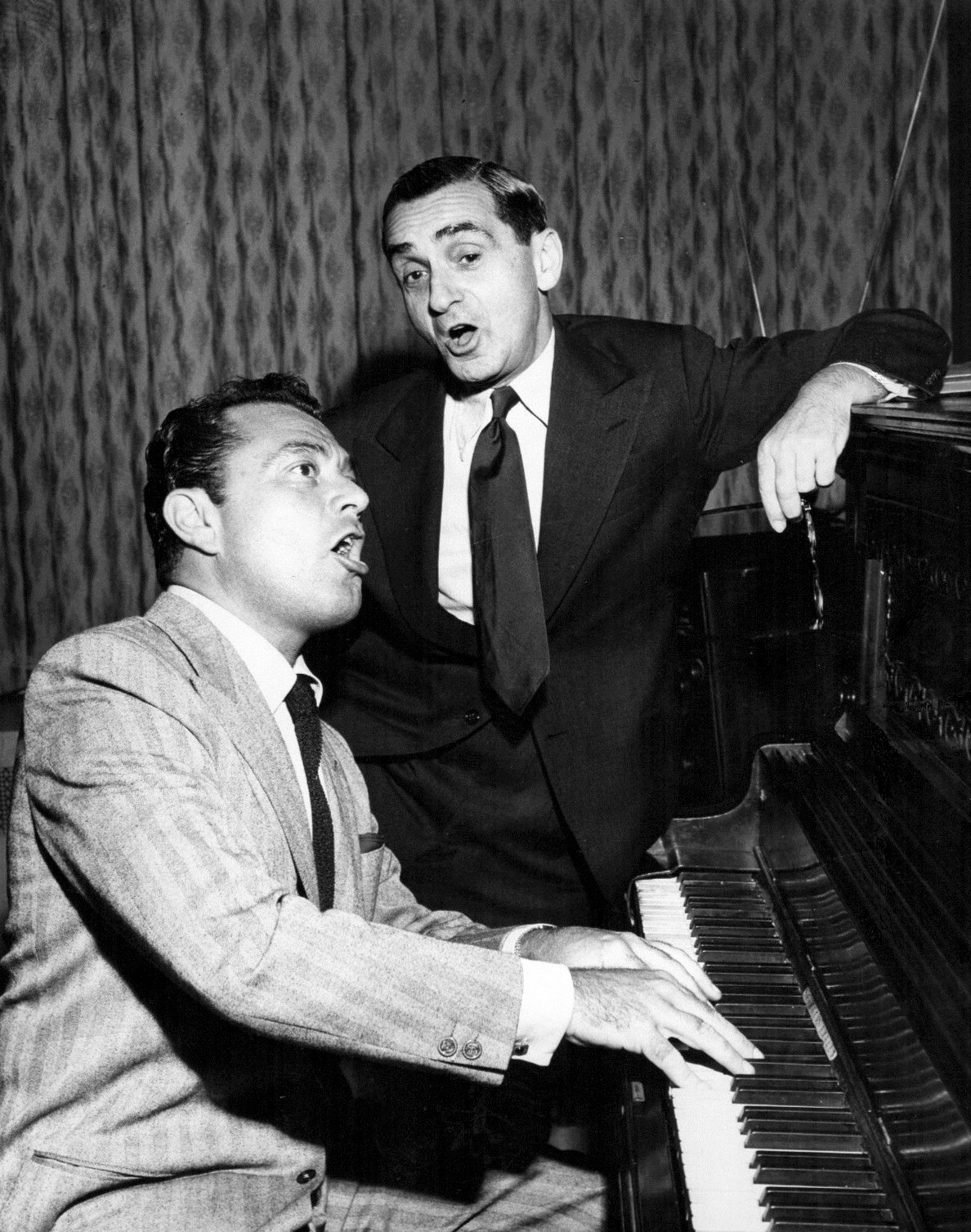
Irving Berlin (debout) chantant avec Tony Martin lors de l'émission télévisée Irving Berlin's Salute to America, 1951

Lors de la campagne présidentielle de 1952, il compose un morceau They like Ike qui deviendra le jingle à succès I like Ike et sera chanté au cours de la convention GOP télévisée. Sa femme Ellin signe une annonce de journal attestant qu'elle aussi aime Ike.
La même année Izzy propose à la Twentieth Century Fox le tournage de ce qui deviendra La Joyeuse Parade (There's No Business Like Show Business). Le producteur Darryl F. Zanuck, ce dernier confie à Lamar Trotti l'écriture du scénario, mais il décède le 28 août 1952, laissant le scénario en plan, seule l'histoire est rédigée, Zanuck fait alors appel à un couple de jeunes scénaristes Phoebe Ephron et Henry Ephron, ce dernier écrira « Je pense que c'est le travail le plus ardu que je n'ai jamais fait. ». Joseph M. Schenck qui a rencontré Marilyn Monroe estime qu'elle est la nouvelle Rita Hayworth et la choisit pour le rôle principal. La présence de Marilyn ne fut pas de tout repos, car elle traversait une passe difficile avec son mariage désastreux avec Joe DiMaggio, elle arrivait régulièrement en retard sur le plateau, ce qui énervait au plus haut point sa partenaire Ethel Merman. Le film sort le 19 décembre 1954, le format CinemaScope est un choc, le critique Bosley Crowther du New York Times écrit : « Un succès majeur dans le cinéma est atteint par la dernière production de la Twentieth Century-Fox, la Grande Parade, en plein développement du cinéma en couleur et du cinémascope [...] et grâce à des chansons du meilleur cru d'Irving Berlin », le magazine Variety écrit : « Ethel Merman est bluffante, les arrangements musicaux et les interprétations vocales mettent particulièrement en valeur les standards d'Irving Berlin. ».
À cette époque, il souffre d'une maladie de la peau d'origine nerveuse, particulièrement douloureuse, qui l'oblige à s'isoler à l'étage de son appartement place Beckmann quand son épouse reste à occuper le rez-de-chaussée, se coupant de son entourage proche et ne sortant que la nuit pour une promenade en solitaire. Il en sortira quelques années plus tard, selon lui, du simple fait de sa volonté.

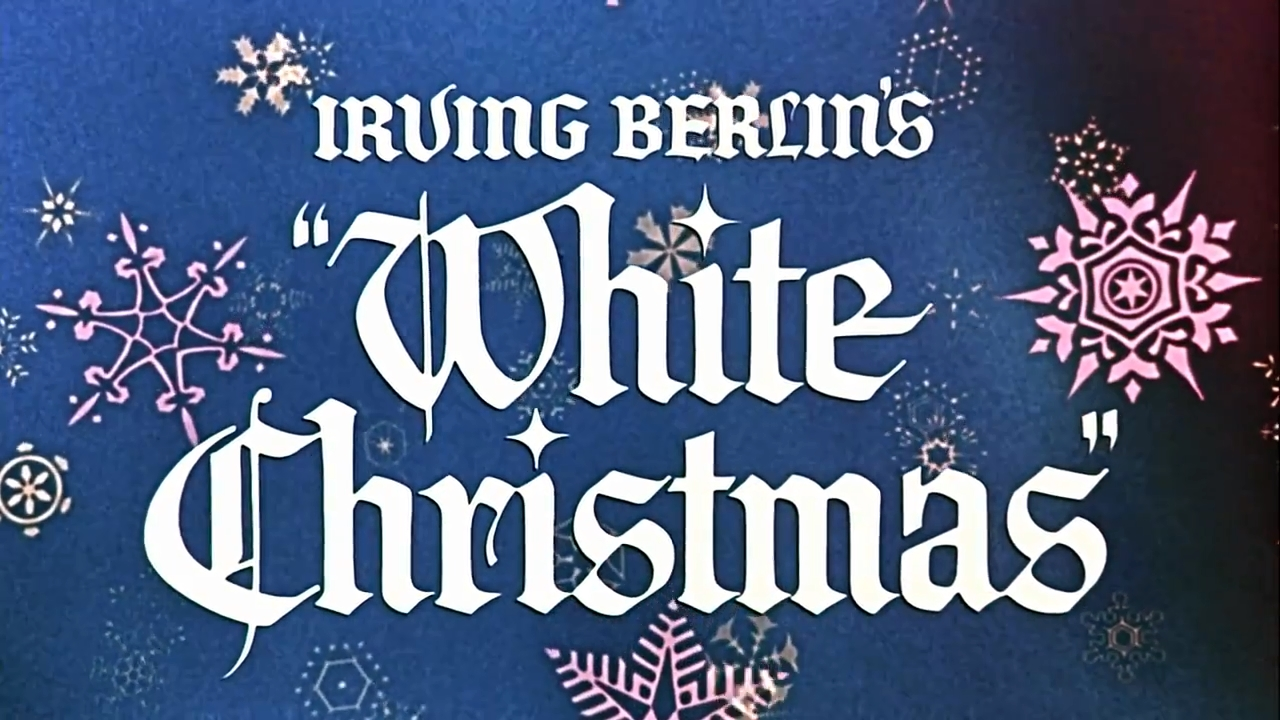
Générique du film Noël blanc (1954)

Izzy comprend mal l'émergence du phénomène Elvis Presley, quand en 1957, celui-ci interprète White Christmas dans son album Elvis' Christmas Album, Izzy donne l'ordre à ses collaborateurs de téléphoner aux diverses stations de radio du pays pour leur demander d'arrêter de diffuser cette interprétation barbare, qu'il considère comme un sacrilège.
En 1962, Izzy se lance dans sa dernière composition Mr. President (musical) (en), sur un livret de Howard Lindsay et Russel Crouse, basé sur la vie d'un Président fictif Stephen Decatur Henderson qui prend sa retraite, Izzy pensait que ce serait un succès aussi grand que My Fair Lady. Les coûts de production s'élèvent à 400 000 $, les droits de propriétés sont répartis à parts égales entre Irving Berlin, Howard Lindsay, Russel Crouse, le producteur Leland Hayward et le metteur en scène Joshua Logan. Les opérateurs de Broadway sont unanimes pour dire que ce sera un succès. Les collaborateurs de Berlin se montrent moins enthousiastes ne comprenant pas l'intérêt qu'il y aurait à parler d'un président qui se retire de la vie politique. Pour les rôles principaux, Robert Ryan et Nanette Fabray sont retenus, cette dernière dès qu'Izzy lui téléphone donne son accord, quitte Los Angeles pour s'installer au Carlyle Hotel à Manhattan, son mari se montre sceptique il lui dit « C'est le pire script que je n'ai jamais lu ! », qu'elle ferait bien de le lire pour être sûre, après lecture, Nanette fait part de ses interrogations à Izzy qui lui confirme qu'en effet il y a du travail à faire, mais Lindsay et Crouse refusent de changer leur livret. Une première représentation est donnée à Boston et la critique est mauvaise : Eliott Norton du Boston Records qualifie la comédie musicale de « lamentable », le critique du Daily Herald se demande si « le Monsieur Musique de l'Amérique n'aurait point perdu sa touche magique ».
Le 25 septembre 1962, une autre représentation est donnée au National Theatre (Washington) en présence du Président John Fitzgerald Kennedy et de son épouse Jacqueline Kennedy, suivie d'une représentation donnée par le vice-président Lyndon B Johnson et son épouse Lady Bird. Contrairement à la critique, l'assemblée est satisfaite. À partir du 20 octobre 1962, Mr. President fait son entrée au St. James Theatre de New York mais la critique est négative, le magazine Time compare Mr. President au Titanic et même écrit « C'est le plus mauvais spectacle de Broadway ! ». Malgré tout, le spectacle jouit d'un succès d'estime puisque 265 représentations sont données jusqu'au 8 juin 1963.
À la fin de 1963, Irving Berlin se rend à Hollywood et signe avec la Metro-Goldwyn Mayer pour réaliser une super production qui aurait pour titre Say It With Music, avec Judy Garland et Frank Sinatra en vedettes. Les problèmes de budget qui est passé de quatre millions de dollars à vingt-deux millions de dollars, les remaniements de scénario, les changements de réalisateurs et d'acteurs, de pertinence à monter un film célébrant des chansons passées font que le tournage est régulièrement reporté pour finalement être définitivement abandonné en 1970,,,.

#### Retrait
À partir de 1964, la musique pop déferle sur la scène du divertissement et la nouvelle génération ne s'intéresse guère à Irving Berlin. Izzy prend conscience que son temps est passé, que continuer ne servirait à rien : « c'est comme si étant propriétaire d'une boutique, les clients ne voudraient plus de ce que je leur offre » et donc « il est temps de fermer la boutique ». Fuyant de vaines polémiques, il se retire dans son appartement, profitant de la vie de famille, sortant peu, si ce n'est pour recevoir des hommages et des récompenses, Irving Berlin devient un monument national aux États-Unis. Pour son centenaire, le 11 mai 1988, une soirée a lieu en son honneur au Carnegie Hall. Y assistent des personnalités du monde musical et du spectacle comme Shirley MacLaine, Tony Bennett, Leonard Bernstein, Isaac Stern, Frank Sinatra, Natalie Cole, Willie Nelson, Ray Charles, Marilyn Horne, Rosemary Clooney, etc. mais eu égard à son âge, Irving Berlin ne peut s'y rendre,,,.
En guise d'épitaphe, on peut rappeler cette phrase d'Izzy reprise dans le Washington Post « Laissez-moi être un troubadour, je ne vous demande rien de plus qu'une petite heure pour vous chanter ma chanson puis m'en aller ».

### Vie personnelle

#### Mariage tragique

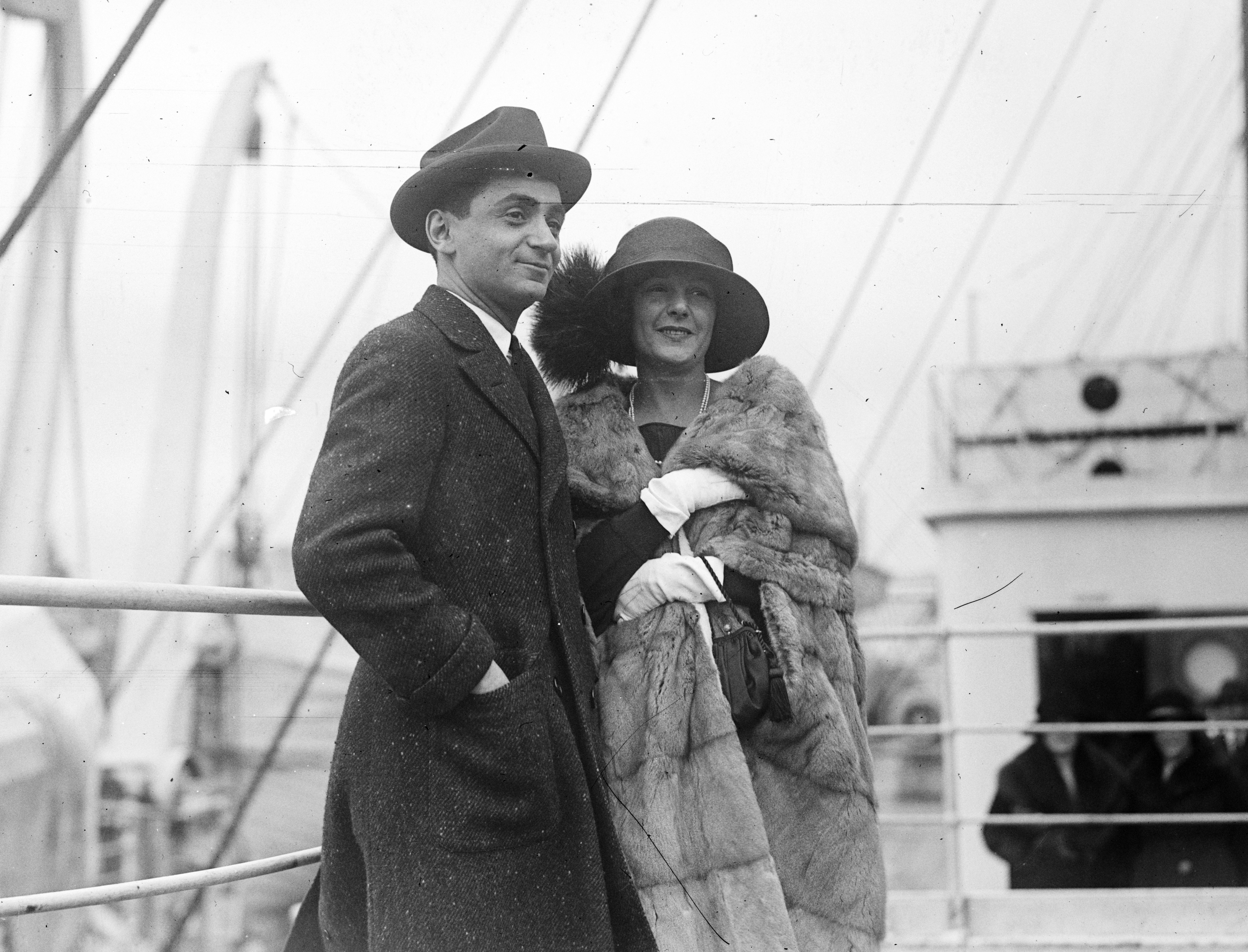
Irving et sa première épouse, Dorothy Goetz, 1912

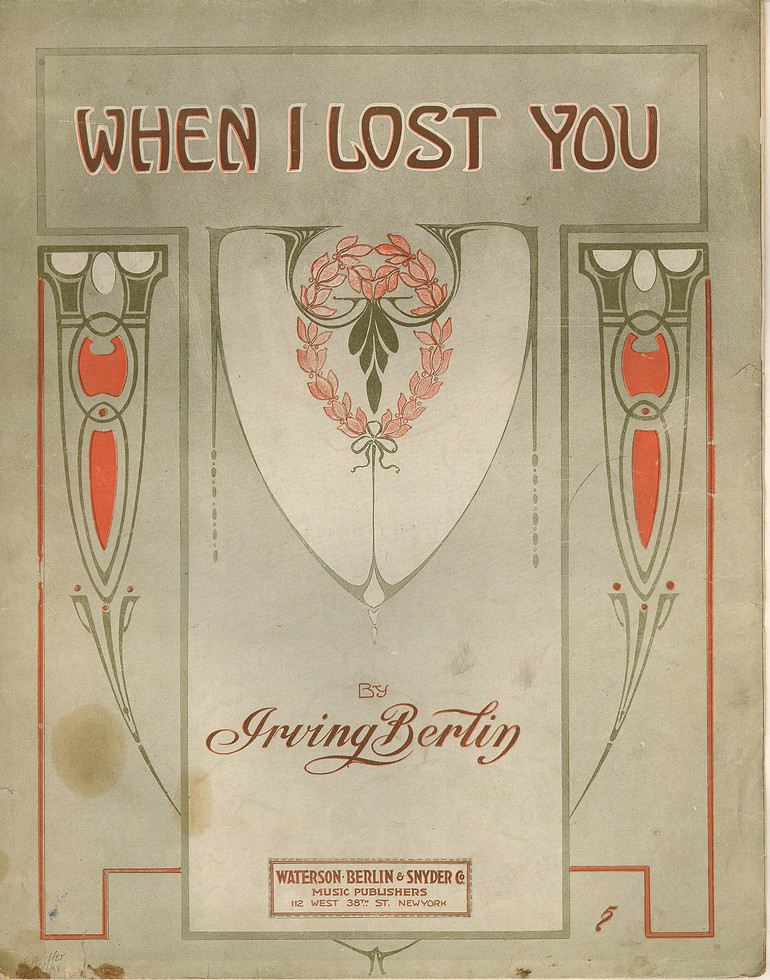
Pour Dorothy, When I Lost You, 1912

À 24 ans, en février 1912, Irving Berlin épouse lors d'un mariage traditionnel juif Dorothy Goetz (1892-1912), sœur du compositeur E. Ray Goetz (en), l'un des premiers collaborateurs d'Irving Berlin,. Durant leur lune de miel à Cuba au large des Caraïbes, Dorothy contracte la fièvre typhoïde et tombe gravement malade dès leur retour, lors de l'emménagement dans leur nouvel appartement dans le quartier huppé de l'Upper West Side de New York ; elle décède le 17 juillet 1912. Irving Berlin l'inhume au cimetière de Forrest Lawn où il fait poser à côté de sa tombe une grande pierre au nom de « Berlin » comme l'endroit où il désire la rejoindre plus tard,,. Il fait également déposer quotidiennement une rose blanche sur sa tombe pendant treize années consécutives et compose pour elle la ballade When I Lost You, la seule dont il admit qu'elle était inspirée de sa propre expérience, et chantée notamment par Bing Crosby ou Frank Sinatra.
En 1922, il perd sa mère Leah Baline ; elle est enterrée aux côtés de son époux Moses Baline au Washington Cemetery (Brooklyn). Lors des funérailles, Izzy chante le Kaddish
,.

#### Amour retrouvé

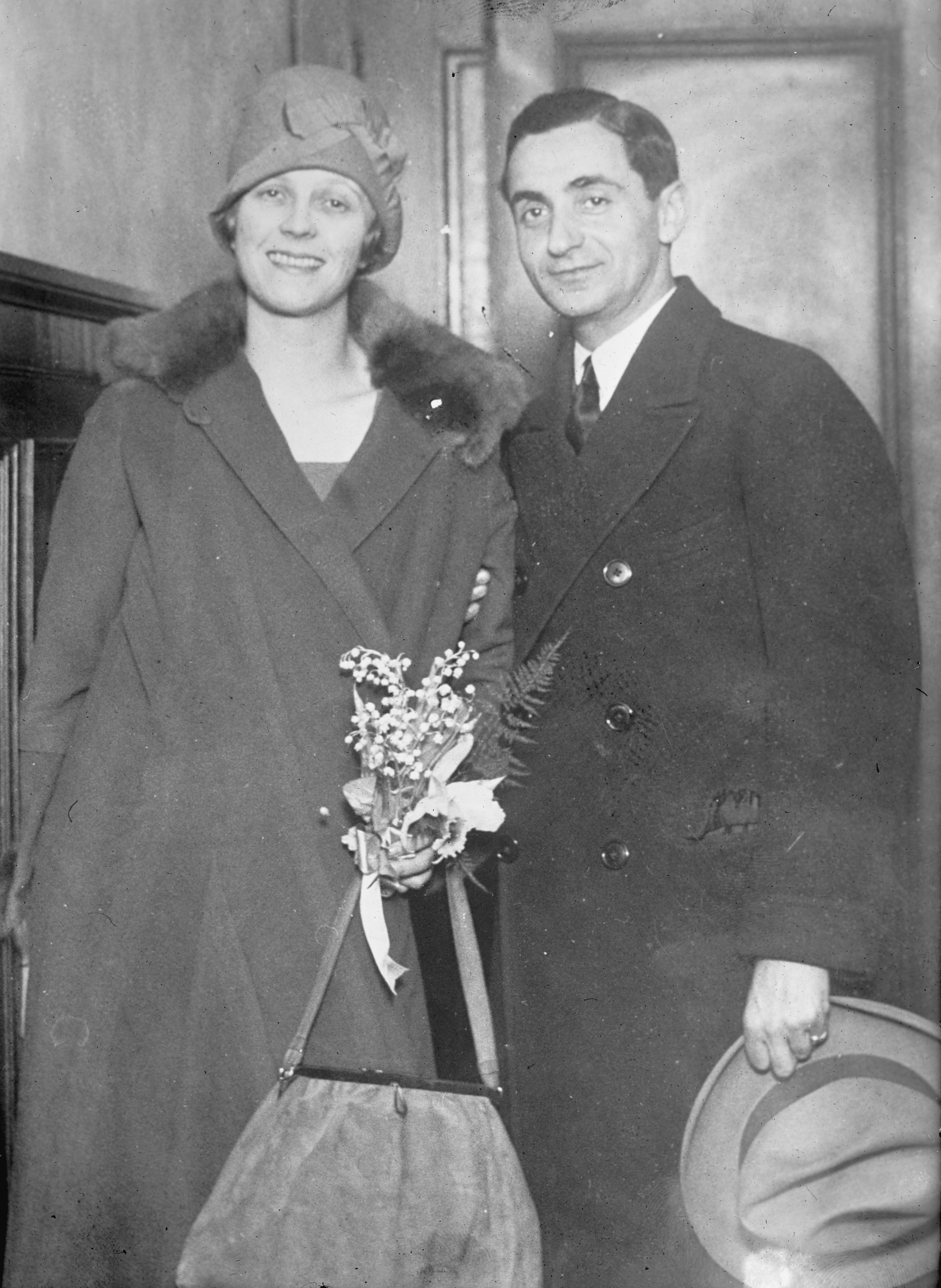
Irving et sa seconde épouse, Ellin MacKay, fin des années 1920

Irving Berlin reste un veuf inconsolable pendant douze années mais en février 1924, alors qu'il se rend au Jimmy Kelly's où il avait connu ses premiers succès, il voit parmi l’assistance une jeune femme en retrait, Ellin Mackay (1903 - 1988), la fille du multimillionnaire Clarence Mackay (en). Ils tombent amoureux l'un de l'autre et prennent rendez-vous ; c'est le début d'une idylle qui durera jusqu'à ce que la mort les sépare. Si Ellin n'avait pas rencontré Izzy par hasard au Jimmy Kelly's, elle l'aurait fait soit à l'Algonquin Round Table ou à une de ses annexes, étant proche de deux des membres de ce club, Alice Duer Miller dont elle est la nièce et Harold Ross pour lequel elle a rédigé des articles. Tout semble les éloigner : la différence d'âge, elle a 21 ans et lui 36 ; c'est un émigré de fraîche date, un fils de Juifs russes pauvres, un gars du Lower East side et elle, issue d'une des plus grandes familles irlandaises catholiques de New York, ayant été élevée dans le manoir de Harbor Hill (en) à Long Island, élégante avec de « belles manières », ayant fait des études supérieures au Barnard College et lui, un autodidacte sorti de l'école primaire.
Cette relation provoque un scandale familial, Clarence Mackay, le père d'Ellin, héritier et propriétaire notamment de mines d'argent, de la Postal Telegraph Cie et de la Commercial Cable Cie, désapprouve publiquement l'union de sa fille avec un Juif saltimbanque. Il engage des détectives privés pour découvrir ce qui dans la vie d'Irving Berlin pourrait empêcher le mariage, en vain ; il menace de déshériter sa fille, en vain. Dans cette épreuve, Ellin est soutenue par sa grand-mère Marie Louise Hungerford MacKay. En juin 1925, le magazine Variety fait état d'une rumeur disant qu'Ellin et Izzy seraient fiancés. À cette annonce, Clarence MacKay réplique : « Seulement quand ils pourront enjamber mon cadavre ! ». Quand Clarence MacKay se vante de son ascendance irlandaise, Izzy rétorque par tabloïd interposé qu'il peut pour sa part remonter jusqu'à l'Exode, ce à quoi MacKay lui conseille de s'exiler sur le champ. Les réactions violentes de Clarence MacKay envers sa fille nourrissent la presse à scandales comme le New York Mirror ou le Daily Graphic,. En fait, Izzy ne veut pas plus polémiquer avec Clarence MacKay qu'avec Ellin et le couple décide de se marier dans la plus stricte intimité à l'hôtel de ville de New York, le 4 janvier 1926 où la cérémonie est célébrée par le maire de New York Jimmy Walker. La réaction de Clarence MacKay ne se fait pas attendre : Ellin est exclue de son réseau, elle est proscrite de tous les clubs sportifs et culturels qu'elle fréquentait auparavant, ce qui fait écrire à un chroniqueur de The American Magazine : « Par son mariage, Ellin a gagné un mari talentueux, un homme dont les chansons ont fait le tour du monde, elle ne peut que s'en réjouir. Quant à monsieur Berlin, il n'a rien gagné sauf Ellin. »
Comme cadeau de mariage, Irving Berlin écrit pour Ellin des chansons telles que Always ou The Song Is Ended, en lui offrant leurs royalties pour la dédommager de son père qui l'a dépouillée de tout droit quant à sa succession,,,,. Ils passent leur voyage de noces à Thousand Islands à la frontière canadienne et en Europe.

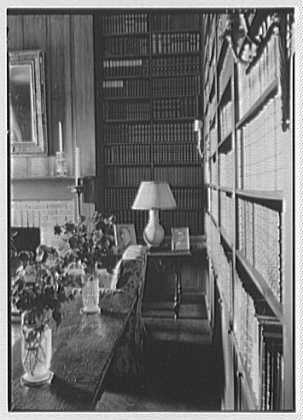
Chez les Berlin, au 130 East End Avenue à New York en 1933

En 1933, Ellin publie des nouvelles pour des magazines comme le Saturday Evening Post ou le Ladies' Home Journal, le New Yorker ; elle publie également son premier roman Land I Have Chosen, en 1944,.
Ellin sera un soutien majeur des Girl Scouts of the United States of America, mouvement qui a pour but de développer chez les jeunes filles et jeunes femmes leurs capacités personnelles, de favoriser en elles le sens de la compassion, du courage, de la confiance en soi et de l'initiative.
Le couple mène une vie paisible entre son appartement,, de l'Upper East Side de New York, dans un bel immeuble à l'angle de Gracie Square et East End Avenue à Manhattan (de 1931 à 1944) puis de sa maison de ville au 17 Beekman Place donnant sur l'East River (pendant 42 ans), probablement son manoir près de Sleepy Hollow à Tarrytown (de 1926 aux années 1940), puis sa propriété bucolique de Livingston Manor à Lew Beach (en) aux Catskills où famille et amis sont reçus,,. Irving s'y trouve des occupations, il s'essaie à la pêche mais n'ayant pas la patience nécessaire, il abandonne très vite et commence à s'adonner à la peinture et en est fasciné, il dira qu'en dehors de la musique, c'est la seule activité qui l'a réellement mobilisé.
Leur mariage dure 62 ans, jusqu'à la mort d'Ellin le 22 juillet 1988. Irving mourra à 101 ans dans son sommeil, quatorze mois après son épouse,.
De leur union naissent quatre enfants : un fils Irving Berlin Jr, né le 1er décembre 1928 (qui décède de la mort subite du nourrisson quelques semaines plus tard, le jour de Noël 1928) et trois filles, Mary Ellin, née le 25 novembre 1926, Linda Louise, née le 21 février 1932, et Elizabeth Irving, née le 16 juin 1936, toutes trois élevées dans la foi protestante de leur mère, ainsi que neuf petits-enfants,,,,,.

#### Sépulture
Après des funérailles célébrées dans la plus stricte intimité à la Frank E. Campbell Funeral Chapel (en) de Manhattan, Irving Berlin est inhumé au cimetière de Woodlawn dans le Bronx aux côtés de son fils Irving Berlin Jr. et de son épouse Ellin, le Kaddish est psalmodié par Daniel Wolk, un rabbin du judaïsme réformé,,,.

### Appartenance et engagement
Dans un souci de justice, afin de protéger les auteurs compositeurs de la précarité et de les libérer des rétributions arbitraires des éditeurs de partitions, Berlin est à l’initiative de la fondation de l'American Society of Composers, Authors and Publishers (ASCAP), le premier organisme de gestion des droits d'auteur des auteurs, compositeurs et éditeurs de musique,.
En 1910, Irving Berlin est reçu comme apprenti à la loge maçonnique Munn Lodge no. 203 de Manhattan, puis il est admis à la Grande Loge Shriners ou Ancien ordre arabe des nobles du sanctuaire mystique,,.
En 1944, la Conférence nationale des chrétiens et Juifs honorent Irving Berlin pour avoir « fait avancer les objectifs de la conférence d'éliminer les conflits religieux et raciaux » et cinq ans plus tard, c'est au tour de la YMCA de New York de le distinguer comme l'un des douze Juifs les plus remarquables d'Amérique.
On estime que durant sa vie Izzy aurait versé 100 millions de $ à diverses œuvres caritatives.

## Hommages de son vivant et à titre posthume
Irving Berlin « savait écrire des mélodies simples en utilisant les thèmes musicaux propres aux Américains, originaires de différents pays de l’Europe, avec un rythme bien syncopé et des textes simples qui plaisaient aux gens qui les retenaient facilement, ce qui garantissait leur succès ».
Le compositeur et jazzman Alec Wilder analyse : « C'était un autodidacte, il ne savait ni lire ni écrire la musique. Il jouait même mal du piano. Mais tout ce qu'il composait se changeait en or. Il sentait la société, il sentait la rue. Même la mélodie de White Christmas est d'une audace chromatique inouïe ».
En 1968, the Ed Sullivan Show de CBS TV fête à la télévision les 80 ans d'Irving Berlin, à l'occasion desquels Izzy compose I used to play by Ear (J'ai l'habitude de jouer à l'oreille), show où se côtoient sur la scène du Ed Sullivan Theater Diana Ross, Robert Goulet, Bing Crosby, Bob Hope ou Ethel Merman. Irving le clôture avec les boy & girl scouts chantant avec lui God Bless America,,. Par la suite, Berlin s'opposera à l'idée d'être honoré lors de son 90e puis de son 95e anniversaires, qui plus est sous la forme d'une célébration nationale ou d'un programme télévisé.
Lors de la remise de la Médaille de la liberté en 1977, le Président des États-Unis, Gerald Ford, déclare : « Irving Berlin a su exprimer par sa musique populaire les rêves et les émotions les plus profonds du peuple américain, ses chansons continueront à inspirer les générations à venir ».
Dès 1924 et encore à la mort de Berlin, le compositeur Jerome Kern dit qu' « Irving Berlin n'a pas de place dans la musique américaine, il est la musique américaine »,,.
Le président George H. W. Bush dit de lui qu'il était « un homme de légende dont les paroles et la musique aideront à définir l'histoire de (la) nation » et Ronald Reagan à son tour le définit comme un génie talentueux dont « la musique vivra pour toujours ».
Lors de l'hommage à Berlin au Kennedy Center en 1987, le journaliste Walter Kronkite ajoute : « L'Allemagne a Beethoven, la France, Ravel, la Pologne, Chopin, l'Italie, Verdi ; l'Amérique a Irving Berlin. Bien qu'il ne soit pas ici avec nous ce soir, il sera toujours avec nous. Partout où il y a l'Amérique, il y a Irving Berlin. ».
Plus tard, en 1988, lors de la célébration du centenaire d'Izzy au Carnegie Hall, Kronkite écrit : « Depuis 1906, Irving Berlin a écrit plus de 1500 chansons, elles font partie de notre histoire, elles sont présentes lors de nos vacances, dans nos foyers et dans nos cœurs. ». À cette occasion, Morton Gould, président de l'ASCAP, reprenant les paroles de la chanson Always, déclare que « la musique d'Irving Berlin durera pas seulement une heure, pas seulement un jour, pas seulement un an, mais toujours ».
Devenu une sorte d'institution, Irving Berlin est communément et « non sans raison » surnommé Mister American Music,,,,,,,,,,.

## Archives
Les archives d'Irving Berlin les plus exhaustives sont déposées à la Bibliothèque du Congrès et consultables sur rendez-vous,.
Des archives d'Irving Berlin sont déposées au centre des archives du Musée national d'histoire américaine et consultables sur le site de la Smithsonian Institution.
Des enregistrements sonores (discours, interviews, etc.) d'Irving Berlin sont archivées à la New York Public Library et consultables sur son site en ligne.
Sa correspondance avec le Président Dwight D. Eisenhower est déposée au Eisenhower Presidential Center,.

## Deux succès mondiaux particuliers:God Bless AmericaetWhite Christmas

### God Bless America
Dans la revue intitulée Yip Yip Yaphank au camp de Yaplank en 1918, figure la chanson God Bless America qu'Irving a composée - « un hommage à la mère de Berlin qui disait souvent « que Dieu bénisse l'Amérique ! » car c'était selon elle la seule terre au monde où les siens (les Juifs) pouvaient vivre dans des conditions décentes ».
À l'occasion du 20e anniversaire de l'Armistice, il en fait une seconde version remaniée en 1938 pour la chanteuse Kate Smith, et son succès est instantané. En 1940, Irving Berlin décide que tous les revenus liés à la chanson seront versés aux organisations de scouts et d'éclaireuses auxquelles sa femme Ellin est attachée,,. God Bless America deviendra une chanson emblématique, sorte d’hymne patriotique officieux des États-Unis,.
« Pour moi, dit Berlin, God Bless America n'était pas seulement une chanson mais l'expression de mon sentiment envers le pays auquel je dois ce que j'ai et ce que je suis ». Sa fille Mary Ellin Barrett confirmera ce sentiment de gratitude qui animait son père.

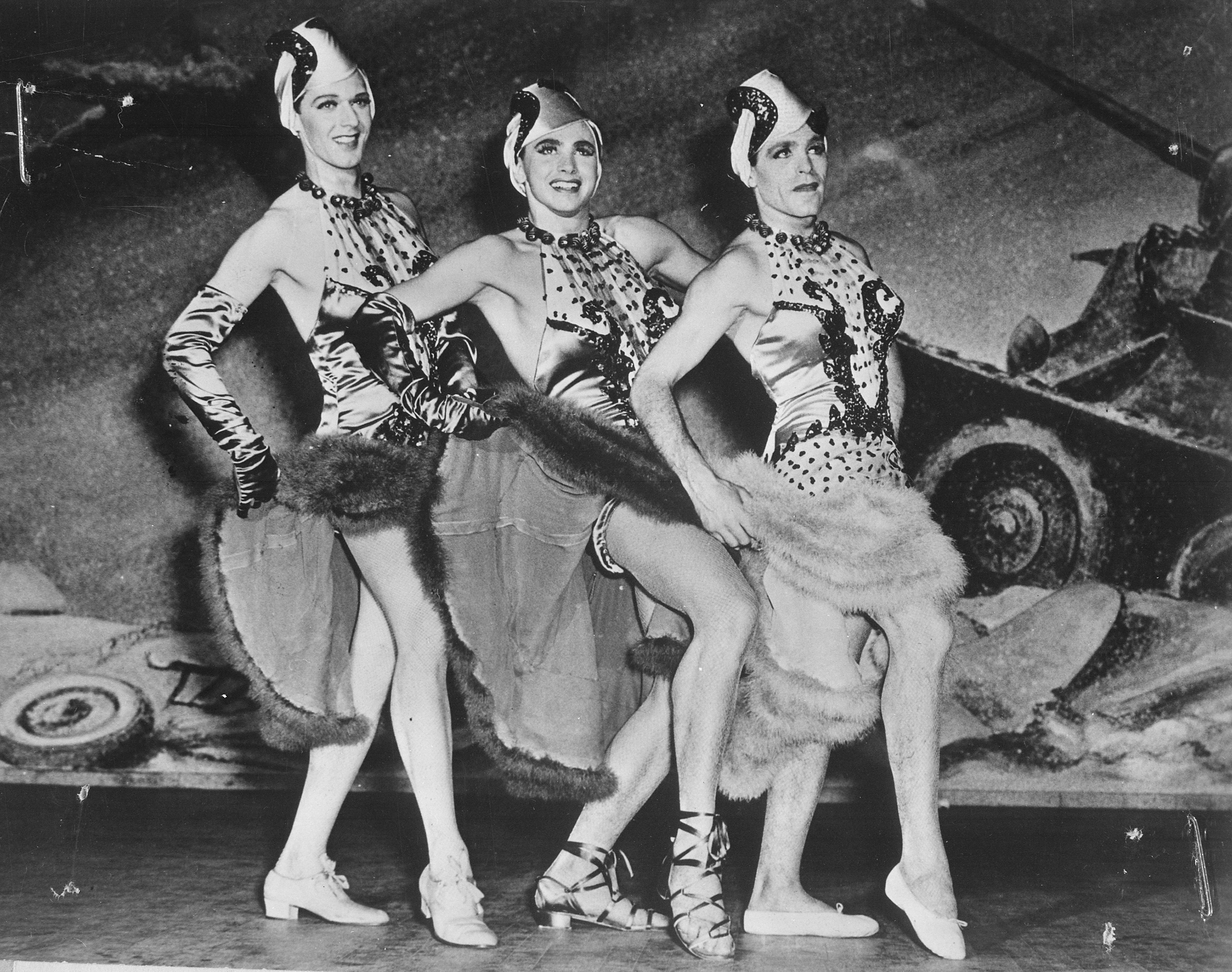
Soldats du spectacle de Broadway d'Irving Berlin, 1942

Pendant la Seconde guerre mondiale, fortement inspiré de Yip! Yip! Yaphank, le sergent Irving Berlin, crée un spectacle de music-hall débutant avec succès à Broadway en 1942, intitulé This is the Army et dans lequel il inclut God Bless America. Se détournant de son idée initiale d'une scène de minstrels, il obtient l'autorisation de faire figurer des Afro-Américains plutôt que des black faces, pour lesquels il compose Puttin' on the Ritz, et présente le show lors de tournées sur les fronts en 1943 pour remonter le moral des troupes américaines,,. Il insiste dans sa volonté de céder les revenus du spectacle - s'avérant colossaux - à la caisse de secours de l'armée. Ce spectacle est repris la même année par le réalisateur Michael Curtis avec pour vedette le lieutenant Ronald Reagan, dans son film éponyme où Izzy qui s'y est passablement investi, apparaît même à l'écran chantant l'une de ses compositions mais sera invisible le jour de la première à Washington, le 12 août 1943,.

#### Appropriation politique
Le manque de précision des paroles fait qu'il est difficile d'identifier le je dans la terre que j'aime, qui dit que l'Amérique est « ma maison douce », dans quelle direction le pays doit être guidé ou qui est le Dieu invoqué. Cela permet à différents courants politiques ou religieux de s'emparer de ce chant pour en faire un hymne de rassemblement, une bannière musicale, cela malgré les souhaits d'Irving Berlin qui avait écrit en 1940 : « nul parti politique n'a de droits exclusifs sur God Bless America ».
Dans les années 1940 et 1950, God Bless America est utilisé aussi bien par des mouvements ouvriers, que par des mouvements anti-communistes, mais dans les années 1960, il est chanté par les militants afro-américains des droits civiques. Puis à partir de la guerre de Viêt Nam, Berlin ajoute à la chanson quelques paroles opportunes et God Bless America devient l'hymne des patriotes pro-guerre, un anti We Shall Overcome. En mai 1973, le président Richard Nixon et Irving Berlin font chanter la foule sur God Bless America lors d'un dîner d'État pour les prisonniers de guerre récemment rentrés du Vietnam. Avec la présidence de Ronald Reagan God Bless America devient un hymne utilisé plus particulièrement par les Américains conservateurs. Il est également interprété lors de manifestations sportives.
À partir des attentats du 11 septembre 2001, God bless America est fréquemment joué et connaît un regain de succès en revenant dans le top 10 américain,,.

### White Christmas
Le 25 décembre 1928, le compositeur et sa femme Ellin MacKay perdent leur fils, alors âgé de 24 jours. « Pour Irving, en particulier, les fêtes de Noël, qui étaient depuis sa plus tendre enfance le symbole de sa propre intégration au rêve américain, devenaient soudainement la source d’une immense mélancolie » où chaque année, les Berlin vont fleurir la tombe de leur enfant.

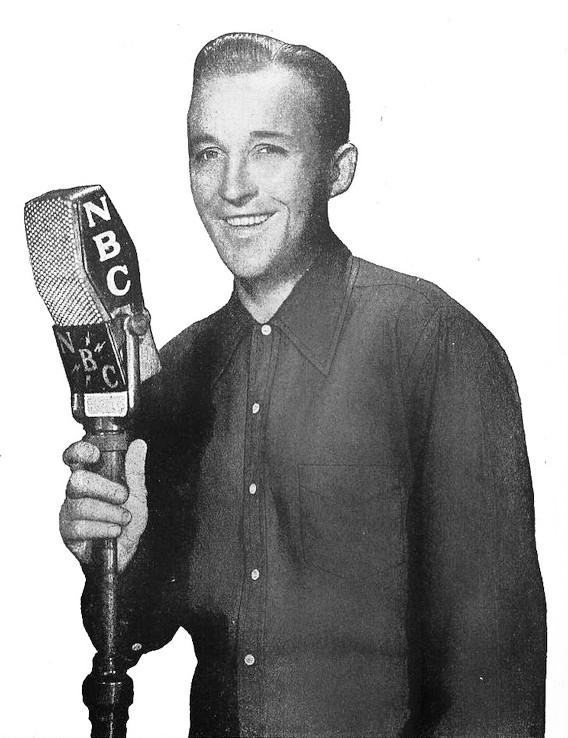
Bing Crosby, 1945

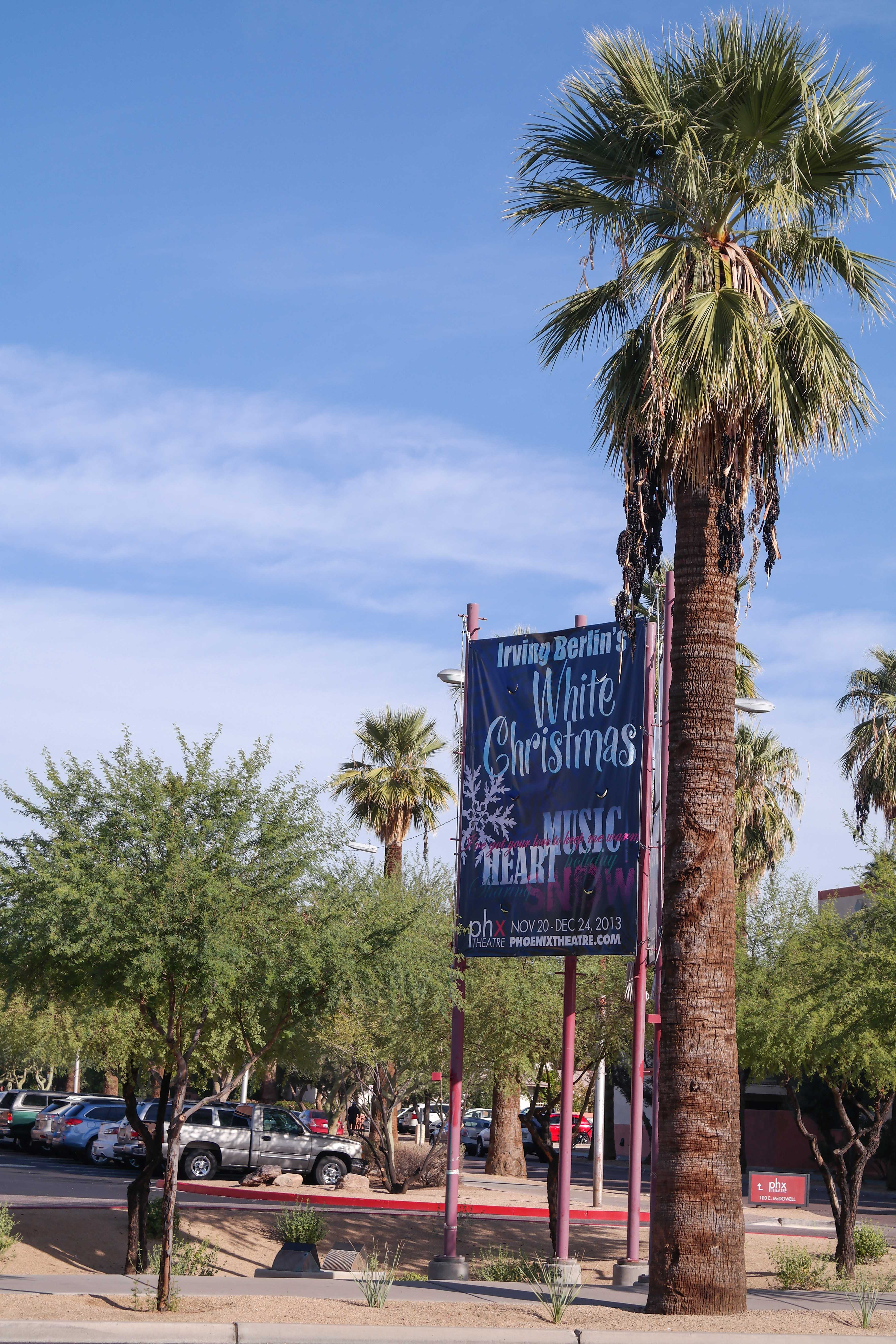
Panneau publicitaire pour un spectacle de White Christmas d'irving Berlin au théâtre de Phoenix, en 2013

En 1941, Irving compose White Christmas, un morceau à la mélodie mélancolique voire maussade qui passe « la première fois à la radio NBC le jour du Noël 1941, soit quelques jours seulement après l’entrée en guerre des États-Unis », chanté alors par Bing Crosby, le plus grand crooner de l'époque, et devient un immense succès pendant et après le conflit.
La chanson est reprise dans le film L'amour chante et danse (Holiday Inn) réalisé par Mark Sandrich, sorti en 1942 et la chanson est récompensé par l'Oscar de la meilleure chanson originale en 1943. Pour la petite histoire Irving Berlin était le présentateur de cette cérémonie des Oscars et c'est lui-même qui a décacheté l'enveloppe révélant son prix.
Selon le musicologue Robert Kimball, White Christmas aurait été composé en 1938 ou en 1939 et non pas en 1941.
Il figure la chanson la plus populaire et la plus vendue de l’histoire musicale mondiale (Guiness des Records) : 50 millions de disques vendus et près de 25 000 reprises et éditions par des artistes divers tels Frank Sinatra, Dean Martin, Nat King Cole, Danny Kaye, Elvis Presley, Mahalia Jackson, Bette Midler, The Drifters, Otis Redding, Eric Clapton, Andrea Bocelli, Kenny Rogers, Loretta Lynn, Tammy Wynette, Barbra Streisand, les Carpenters, Johnny Mathis, Pat Boone, Michael Bublé, Bob Marley, The Beach Boys, ou Lady Gaga, pour ne citer que les plus connus en France, et les paroles de White Christmas sont adaptées en français par Francis Blanche sous le titre Noël Blanc, version chantée par Tino Rossi, Sacha Distel, Christophe, Maurane ou Céline Dion,,

## Œuvres

### Comédies musicales (sélection)
- 20 juin 1910 - 3 septembre 1910 : Ziegfelds Follies, 88 représentations données au Jardin de Paris sur Broadway[376]
- 8 décembre 1914 - 8 mai 1915 : Watch Your Step, 175 représentations données au New Amsterdam Theatre de Manhattan[112]
- 25 décembre 1915 - 25 mars 1916 : Stop ! Look ! Listen !, 105 représentations données au Globe Theatre de Broadway[377]
- 6 novembre 1916 - 28 avril 1917 : The Century Girl, 200 représentations données au Century Theatre (New York City) (en)[378]
- 18 janvier 1917 - 2 juin 1917 : Dance and Grow Thin, 117 représentations données au Cocoanut Grove Theatre de New York[379]
- 31 décembre 1917 - 23 mars 1918 : The Cohan Revue of 1918, 96 représentations données au New Amsterdam Theatre de Manhattan[380]
- 19 août 1918 - 14 septembre 1918 : Yip Yip Yaphank (en), 32 représentations données successivement au Century Theatre de New York puis au Lexington Theatre de New York[132]
- 8 décembre 1925 - 7 août 1926 : The Cocoanuts (en), 276 représentations données au Lyric Theatre (New York City, 1903) (en)[158]
- 17 février 1932 - 9 juillet 1932 : Face the Music, 165 représentations données au New Amsterdam Theatre de Manhattan[181]
- 30 septembre 1933 - 8 septembre 1934 : As Thousands Cheer (en), 400 représentations données au Music Box Theatre de Manhattan[183]
- 28 mai 1940 - 14 juin 1941 : Louisiana Purchase, 444 représentations données à l'Imperial Theatre de Manhattan[381]
- 4 juillet 1942 - 26 septembre 1942 : This Is the Army, 113 représentations données au Broadway Theatre[211]
- 16 mai 1946 - 12 février 1949 : Annie du Far West, 1147 représentations données à l'Imperial Theatre de Manhattan[240]
- 15 juillet 1949 - 8 avril 1950 : Miss Liberty (en), 308 représentations données à l'Imperial Theatre de Manhattan[252]
- 12 octobre 1950 - 3 mai 1952 : Call Me Madam (en), 644 représentations données à l'Imperial Theatre de Manhattan[260]
- 20 octobre 1962 - 8 juin 1963 : Mr. President (en), 265 représentations données au St. James Theatre de New York[270]

### Musiques de films (sélection)
- 1927 : Le Chanteur de jazz d'Alan Crosland
- 1928 : The Awakening de Victor Fleming
- 1929 : Glorifying the American Girl de John W. Harkrider et Millard Webb
- 1929 : Noix de coco de Robert Florey et Joseph Santley
- 1929 : Hallelujah de King Vidor
- 1930 : Pour décrocher la lune (Reaching for the Moon) d'Edmund Goulding
- 1930 : Puttin' On the Ritz (film), d'Edward Sloman
- 1930 : Mammy de Michael Curtiz
- 1933 : Hello Pop! (en), de Jack Cummings
- 1935 : Le Danseur du dessus (Top Hat) de Mark Sandrich
- 1936 : En suivant la flotte (Follow the Fleet), de Mark Sandrich
- 1937 : On the Avenue de Roy Del Ruth
- 1938 : Amanda de Mark Sandrich
- 1938 : La Folle Parade (Alexander's Ragtime Band) d'Henry King
- 1939 : La Fille du nord (Second Fiddle) de Sidney Lanfield
- 1942 : L'amour chante et danse (Holiday Inn)
- 1943 : This Is the Army[382] de Michael Curtiz
- 1946 : La Mélodie du bonheur (Blue Skies) de Stuart Heisler
- 1948 : Parade de printemps (Easter Parade) de Charles Walters
- 1950 : Annie, la reine du cirque (Annie Get Your Gun) de George Sidney
- 1953 : Appelez-moi Madame, de Walter Lang
- 1954 : La Joyeuse Parade (There's No Business Like Show Business) de Walter Lang
- 1954 : Noël blanc de Michael Curtiz

### Chansons écrites par Irving Berlin (sélection)
Les chansons d'Irving Berlin sont reprises aussi bien par les grands de la chanson internationale comme Fred Astaire, Ginger Rogers, Ethel Merman, Betty Hutton, Judy Garland, Bing Crosby, Marilyn Monroe, Frank Sinatra, Dean Martin, Peggy Lee, Danny Kaye, Julie London, Barbara Streisand, The Manhattan Transfer, Harry Belafonte, Patsy Cline, Shirley Bassey, Liza Minnelli, Doris Day, Jeri Southern... que par les grandes voix du jazz comme Louis Armstrong, Ella Fitzgerald, Mel Tormé, Billie Holiday, Sarah Vaugham, Rosemary Clooney, Nat King Cole, Stacy Kent, June Christy, Tony Bennett, Anita O'Day, Diana Krall, Helen Shapiro, etc., et reprises par les big bands de jazz et autres orchestres de variétés.
- 1911 : Alexander's Ragtime Band, That Mysterious Rag (en)
- 1912 : The Ragtime Soldier Man (en), When I Lost You (en)
- 1913 : Daddy, Come Home (en), San Francisco Bound (en), That International Rag (en)
- 1914 : I Want To Go Back To Michigan (en), Watch Your Step, Play a Simple Melody (en), Stay Down Here Where You Belong (en)
- 1917 : Let's All Be Americans Now (en), Someone Else May Be There While I'm Gone (en)
- 1918 : I'm Gonna Pin My Medal on the Girl I Left Behind (en), They Were All Out of Step But Jim (en)
- 1919 : A Pretty Girl Is Like a Melody (en), I've Got My Captain Working for Me Now (en), Mandy (Irving Berlin song) (en), You'd Be Surprised (en)
- 1920 : I Love a Piano (en)
- 1921 : All by Myself (en), Say It with Music (song) (en)
- 1923 : What'll I Do
- 1924 : All Alone (en), Lazy (Irving Berlin song) (en)
- 1925 : Always (Irving Berlin song) (en), Remember (Irving Berlin song) (en)
- 1926 : Blue Skies
- 1927 : Puttin' On the Ritz, The Song Is Ended (but the Melody Lingers On) (en)
- 1928 : How About Me? (en)
- 1929 : Marie[171], With You (Irving Berlin song) (en)
- 1930 : Reaching for the Moon (song) (en)
- 1932 : Cheek to Cheek, How Deep Is the Ocean?, Let's Have Another Cup of Coffee (en), Say It Isn't So
- 1933 : Easter Parade (song) (en), Heat Wave (Irving Berlin song) (en), Supper Time (en)
- 1934 : I Never Had A Chance (en)
- 1935 : Top Hat, White Tie and Tails (en), Isn't This a Lovely Day?, No Strings (I'm Fancy Free) (en)
- 1936 : Let's Face the Music and Dance, Get Thee Behind Me Satan (en), I'm Putting All My Eggs in One Basket (en), Let Yourself Go (Irving Berlin song) (en), This Year's Kisses (en)
- 1937 : I've Got My Love to Keep Me Warm (en), Slumming on Park Avenue (en), You're Laughing at Me (en)
- 1938 : Change Partners (en), I Used to Be Color Blind (en), It's a Lovely Day Tomorrow (en), Now It Can Be Told (en) 1942 : Happy Holiday (song) (en)
- 1941 : White Christmas
- 1946 : Anything You Can Do (I Can Do Better) (en), I Got Lost in His Arms (en), I Got the Sun in the Mornin' (and the Moon at Night) (en), I'm an Indian Too (en), Moonshine Lullaby (en), My Defenses Are Down (en), The Girl That I Marry (en), You Keep Coming Back Like a Song (en)
- 1948 : A Couple of Swells (en), Steppin' Out with My Baby (en)
- 1949 : Let's Take an Old-Fashioned Walk (Irving Berlin song) (en), You Can Have Him (en)
- 1950 : It's a Lovely Day Today (en), The Best Thing for You (Would Be Me) (en), You're Just in Love (en)
- 1954 : Count Your Blessings (Instead of Sheep) (en), Sisters (song) (en)

## Distinctions (sélection)

### Récompenses
- Oscars 1943 : lauréat de l'Oscar de la meilleure chanson originale avec la chanson White Christmas du film L'amour chante et danse[383]
- Tony Awards 1951 : lauréat du Tony Award de la meilleure partition originale pour la comédie musicale Call Me Madam (en)[384].
- Tony Awards 1963 : lauréat du Prix spécial pour ses contributions à la comédie musicale[385]
- 1968 : lauréat du Grammy du couronnement d'une carrière[386]
- Tony Awards 1978 : lauréat du Prix spécial[387]

### Principales nominations
Outre l'Oscar qu'il a reçu en 1943, Irving Berlin a obtenu huit autres nominations, dans deux catégories différentes :
- Oscars 1936 : catégorie Oscar de la meilleure chanson originale pour la chanson Cheek to Cheek du film Top Hat,
- Oscars 1939 : catégorie Oscar de la meilleure histoire originale pour le film La Folle Parade,
- Oscars 1939 : catégorie Oscar de la meilleure chanson originale pour la chanson Change Partners (en) du film Amanda,
- Oscars 1939 : catégorie Oscar de la meilleure chanson originale pour la chanson Now It Can Be Told (en) du film La Folle Parade,
- Oscars 1940 : catégorie Oscar de la meilleure chanson originale pour la chanson I Poured My Heart Into a Song (de) du film La fille du nord,
- Oscars 1943 : catégorie Oscar de la meilleure histoire originale pour le film L'amour chante et danse,
- Oscars 1947 : catégorie Oscar de la meilleure chanson originale pour la chanson You Keep Coming Back Like a Song (en) du film La mélodie du bonheur (1946),
- Oscars 1955 : catégorie Oscar de la meilleure chanson originale pour la chanson Count Your Blessings (Instead of Sheep) (en) du film Noël blanc (1954).

### Décorations et honneurs
- 1945 : récipiendaire de la Medal for Merit, qui lui est décernée par le Président Harry Truman[389],[76].
- 1954 : récipiendaire de la médaille d'or du Congrès[390].
- 1970 : cérémonie d'admission au Songwriters Hall of Fame (Panthéon des paroliers)[391].
- 1977 : récipiendaire de la médaille de la Liberté remise par le président des États-Unis, Gerald Ford[340].
- 1986 : récipiendaire de la Medal of Liberty, décerné par le Président des États-Unis, Ronald Reagan, à l'occasion des fêtes célébrant le centenaire de l'inauguration de la statue de la Liberté[392].
- 1988 : cérémonie d'admission au Jewish-American Hall of Fame du Musée juif de New York à l'occasion de son centenaire[393],[394].
- 1994 : cérémonie d'admission de son étoile sur le Walk of Fame de Hollywood (promenade des célébrités), au 7095, Hollywood Boulevard[395],[396].
- 1996 : cérémonie d'admission à l'American Theater Hall of Fame (en), domicilié au Gershwin Theatre de New York[397],[398],[399].
- 2010 : le piano d'Irving Berlin entre au National Museum of American Jewish History (en)[400].

## Pour approfondir
Le symbole  sert à désigner les documents qui ont servi à écrire l'article.

#### Notices dans des encyclopédies et manuels de références
- (en-GB) Colin Larkin (dir.), The Encyclopedia of Popular Music, vol. 2 : Burnett, Carol - Dusty, Slim, Londres & New York, Muze UK, Ltd, 1er janvier 1988, 832 p. (ISBN 9781561592371, lire en ligne), p. 492-494,
- (en-GB) Donald Clarke & John Tobler (dir.), Encyclopedia of Popular Music, Londres & New York, Penguin Books, coll. « Penguin reference », 13 septembre 1989, 1378 p. (ISBN 9780670803491, lire en ligne), p. 100-101,
- (en-US) Suzanne Michele Bourgoin (dir.), Encyclopedia of World Biography, vol. 2 : Bardeen-Briand, Detroit, Michigan, Gale Research, 2 décembre 1997, 282 p. (ISBN 9780787622213, lire en ligne), p. 200-201,
- (en-US) John A. Garraty (dir.), American National Biography, vol. 2 : Baker-Blatch, New York, Oxford University Press, 1er janvier 1999, 959 p. (ISBN 9780195127812, lire en ligne), p. 660-663,
- (en-US) Charles Hiroshi Garrett (dir.), The Grove Dictionary of American Music, vol. 1 : AAMC-Brown, Clifford, New York, Oxford University Press, USA, 5 mars 2013, 659 p. (ISBN 9780195314281, lire en ligne), p. 441-444,

#### Essais
- (en-US) Michael Freedland, Irving Berlin, Stein & Day, U.S, 1er décembre 1978, 224 p. (ISBN 978-0-8128-2002-7, lire en ligne),
- (en-US) Ian Whitcomb, Irving Berlin and Ragtime America, Limelight Editions, 1er décembre 1988, 224 p. (ISBN 978-0-87910-115-2, lire en ligne),,
- (en-US) Laurence Bergreen, As Thousands Cheer, the Life of Irving berlin, Viking, 1990, 672 p. (ISBN 978-0-670-81874-7, lire en ligne),
- (en-US) Mary Ellin Barrett, Irving Berlin : A Daughter's Memoir, Simon & Schuster, 6 mars 1995, 320 p. (ISBN 978-0-671-72533-4, lire en ligne),
- (en-US) Charles Hamm, Irving Berlin : Songs from the Melting Pot: The Formative Years, 1907-1914, New York, Oxford University Press, USA, 13 mars 1997, 312 p. (ISBN 9780195071887, lire en ligne),
- (en-US) Philip Furia, Irving Berlin : A Life in Song, Schirmer Books, 10 décembre 1998, 331 p. (ISBN 978-0-02-864815-6, lire en ligne),
- (en-US) Edward Jablonski, Irving Berlin: American Troubador, Henry Holt & Company Inc, 15 juillet 1999, 384 p. (ISBN 978-0805040777, lire en ligne),
- (en-US) Jody Rosen, White Christmas: The Story of an American Song, Scribner, 2002, rééd. 27 juillet 2007, 213 p. (ISBN 9780743218764, lire en ligne),
- (en-US) Robert Kimball & Linda Emmet, The complete lyrics of Irving Berlin, Applause Theatre & Cinema Books, 2005, 530 pp,  (ISBN 9781557836816),
- (en-US) Jim Whiting, The Life and Times of Irving Berlin, Mitchell Lane Publishers, 1er janvier 2003, 48 p. (ISBN 978-1-58415-215-6, lire en ligne),
- (en-US) Nancy Furstinger, Say It with Music : The Story of Irving Berlin, Morgan Reynolds Publishing, 1er juillet 2003, 128 p. (ISBN 978-1-931798-12-9, lire en ligne),
- (en-US) Jeffrey Magee, Irving Berlin's American Musical Theater, New York, Oxford University Press, USA, 6 avril 2012, 416 p. (ISBN 9780195398267, lire en ligne),
- (en-US) James Kaplan, Irving Berlin : New York Genius (Jewish Lives), Yale University Press, 2019, 398 p. (ISBN 978-0-300-18048-0, lire en ligne),

#### Articles
- (en-US) Arthur Maisel, « Irving Berlin (1888-1989) », The Musical Times, vol. 130, no 1762,‎ décembre 1989, p. 739-740 (2 pages) (lire en ligne ),
- (en-US) Alex Witchel, « Exploring Both Sides of Irving Berlin », The New York Times,‎ 18 août 1990 (ISSN 0362-4331, lire en ligne, consulté le 3 mars 2020),
- (en-US) Charles Hamm, « Irving Berlin's Early Songs as Biographical Documents », The Musical Quarterly, vol. 77, no 1,‎ 1993, p. 10-34 (25 pages) (lire en ligne ),
- (en-US) Charles Hamm, « Genre, Performance and Ideology in the Early Songs of Irving Berlin », Popular Music, vol. 13, no 2,‎ mai 1994, p. 143-150 (8 pages) (lire en ligne ),
- (en-US) Charles Hamm, « Alexander and His Band », American Music, vol. 14, no 1,‎ 1996, p. 65-102 (38 pages) (lire en ligne ),
- (en-US) Charles Hamm, « Irving Berlin -- Songs from the Melting Pot: The Formative Years, 1907-1914 », The New York Times,‎ 1997 (lire en ligne),
- (en-US) David Carson Berry, « Dynamic Introductions: The Affective Role of Melodic Ascent and Other Linear Devices in Selected Song Verses of Irving Berlin », Intégral, vol. 13,‎ 1999, p. 1-62 (62 pages) (lire en ligne ),
- (en-US) Jeffrey Magee, « Irving Berlin's "Blue Skies": Ethnic Affiliations and Musical Transformations », The Musical Quarterly, vol. 84, no 4,‎ 2000, p. 537-580 (44 pages) (lire en ligne ),
- (en-US) David Carson Berry, « Gambling with Chromaticism? Extra-Diatonic Melodic Expression in the Songs of Irving Berlin », Theory and Practice, vol. 26,‎ 2001, p. 21-85 (65 pages) (lire en ligne ),
- (en-US) Jonathan Magonet, « From Bible to Berlin (Irving): The Message of Jewish Popular Song », European Judaism: A Journal for the New Europe, vol. 35, no 2,‎ 2002, p. 57-72 (16 pages) (lire en ligne),
- (en-US) Charlotte Greenspan, « Irving Berlin in Hollywood: The Art of Plugging a Song in Film », American Music, vol. 22, no 1,‎ 2004, p. 40-49 (10 pages) (lire en ligne ),
- (en-US) Larry Hamberlin, « National Identity in Snyder and Berlin's "That Opera Rag" », American Music, vol. 22, no 3,‎ 2004, p. 380-406 (27 pages) (lire en ligne),
- (en-US) Jeffrey Magee, « “Everybody Step”: Irving Berlin, Jazz, and Broadway in the 1920s », Journal of the American Musicological Society, vol. 59, no 3,‎ 2006, p. 697-732 (36 pages) (lire en ligne ),
- (de) Horst-Jürgen Gerigk, « Zwei Russen in Amerika: Irving Berlin und Dimitri Tiomkin », Osteuropa, vol. 57, no 5,‎ mai 2007, p. 43-55 (13 pages) (lire en ligne ),
- (en-US) Todd Decker, « On the Scenic Route to Irving Berlin's Holiday Inn (1942) », The Journal of Musicology, vol. 28, no 4,‎ 2011, p. 464-497 (34 pages) (lire en ligne ),